# Corrençon-en-Vercors
Corrençon-en-Vercors est une commune française située, géographiquement dans le massif du Vercors, administrativement dans le département de l'Isère, en région Auvergne-Rhône-Alpes, et autrefois rattachée à l'ancienne province du Dauphiné. Longtemps rattachée à la paroisse, puis au territoire communal de Villard-de-Lans, la commune est autonome depuis le XIXe siècle et se situe en bout de la cluse dite des « Quatre Montagnes ».
À la suite d'un nouveau découpage territorial mise en application à l'occasion des élections départementales de 2015, le territoire de la commune se situe désormais sur le territoire du canton de Fontaine-Vercors et celui-ci est la conséquence de la fusion de deux anciens cantons, l'ex canton de Villard-de-Lans et l'ex canton de Fontaine-Sassenage. La commune fait également partie de la communauté de communes du massif du Vercors.
Le village de Corrençon a obtenu le niveau « station classée » en 2019 garantissant l'excellence de son offre touristique globale et est labellisé « Famille Plus », garantissant la qualité de son offre à destination des familles. La principale activité de la commune repose donc essentiellement sur le tourisme. Le territoire de la commune est entièrement situé entre 1 050 mètres et 2 300 mètres d'altitude.
Le centre du village est précisément à 1 111 mètres.

## Géographie

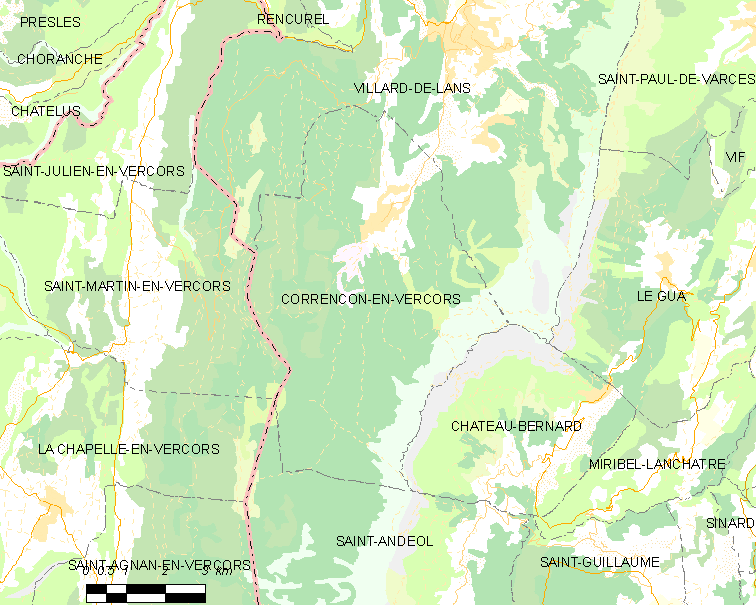
Plan du territoire de Corrençon-en-Vercors.

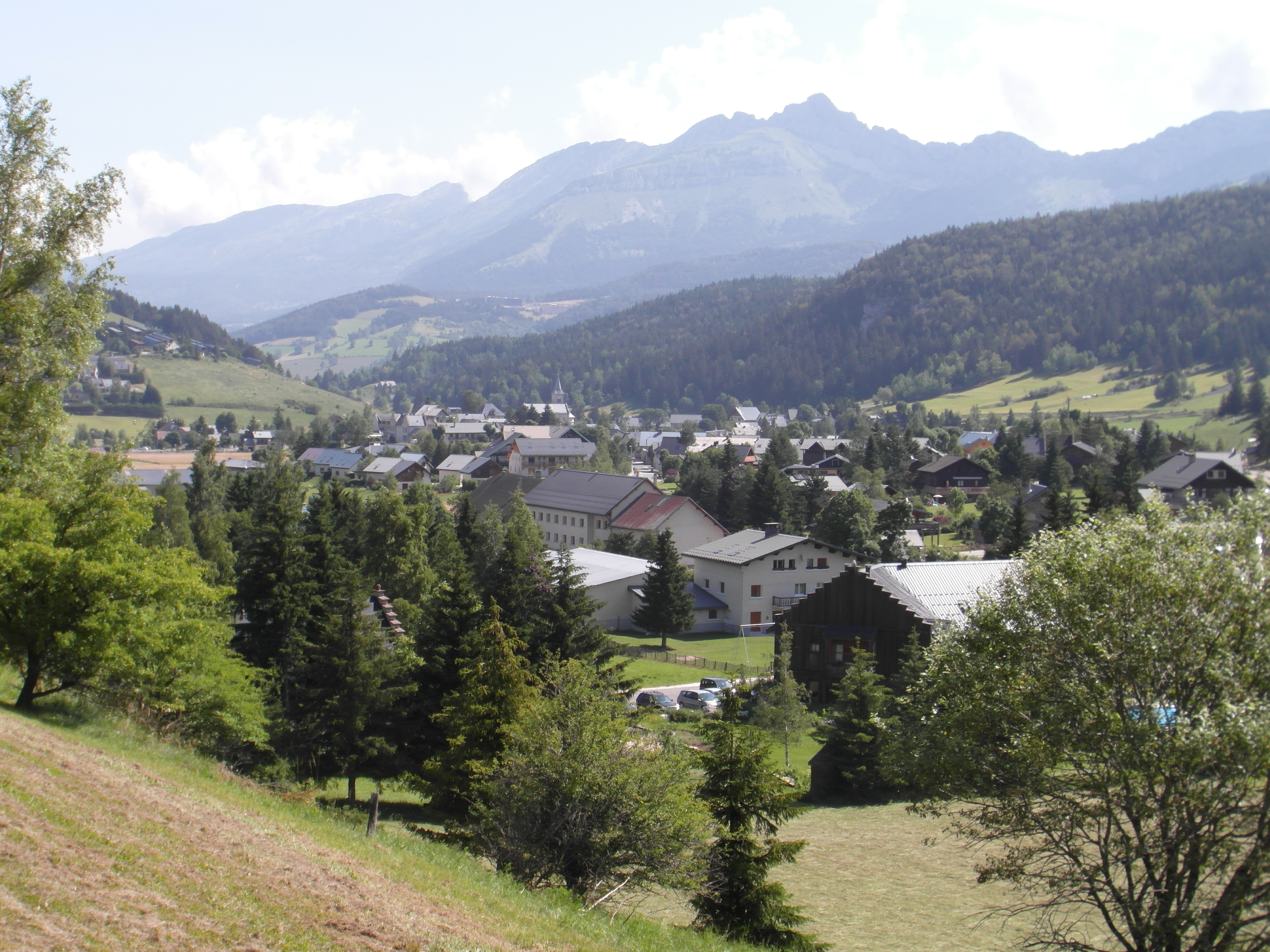
La vallée de Corrençon-en-Vercors.

### Localisation et description

#### Localisation
Le territoire de Corrençon-en-Vercors appartient, dans sa totalité, au massif et au parc naturel régional du Vercors dans les Préalpes françaises, elles-mêmes situées dans le Sud-Est de la France. Le bourg de Corrençon se positionne à environ à 40 km de Grenoble en passant par Villard-de-Lans et Sassenage.
Ce territoire est également positionné au pied de la Grande Moucherolle, 2e sommet du Vercors, culminant à 2 285 m, situation qu'elle partage avec sa voisine, la commune de Villard-de-Lans. À noter que Corrençon-en-Vercors est la porte d'entrée septentrionale de la réserve naturelle nationale des hauts plateaux du Vercors.
Le 45e parallèle traverse approximativement le centre du territoire communal et un monument (stèle) lui a été dédié (voir le chapitre « patrimoine ») : la commune est donc à égale distance du pôle Nord et de l'équateur.

#### Description
Lové au cœur d'une vallée à plus de 1 000 m d'altitude, le bourg communal se situe à l'extrémité méridionale d'un val jurassien typique qui forme la moitié-est du Vercors oriental. L'habitat se présentait à l'origine sous la forme d'une très modeste agglomération formée par quelques maisons assez resserrées entre elles, le long d'une rue unique. Le secteur des « Quatre-Montagnes » et la vallée de Corrençon resteront, d'ailleurs, très longtemps isolés des voies de communications principales qui sillonnaient alors le royaume de France  et il faudra attendre le milieu du XIXe siècle, et surtout le début du XXe siècle pour que ce village, à l'instar des autres communes du canton puissent connaître enfin un désenclavement définitif.
En 2018, le territoire se présente sous la forme d'une petite agglomération principale (le bourg) avec la présence de quelques hameaux éparpillés tout autour de ce bourg central, ainsi que d'une station de sports d'hiver dénommée « Le Clos de la Balme », située en hauteur au sud-est du bourg, au pied de la Grande Moucherolle, et qui reste le seul secteur de la commune à présenter des immeubles assez importants, de par leurs tailles et leurs structures, en raison de sa proximité avec le domaine skiable. De nombreuses résidences secondaires édifiées sous la forme de villas ou de lotissements liés à la villégiature et à l'activité touristique ont été construites au cours de ces soixante dernières années.

### Climat
Pour des articles plus généraux, voir Climat d'Auvergne-Rhône-Alpes et Climat de l'Isère.
En 2010, le climat de la commune est de type climat de montagne, selon une étude du Centre national de la recherche scientifique s'appuyant sur une série de données couvrant la période 1971-2000. En 2020, Météo-France publie une typologie des climats de la France métropolitaine dans laquelle la commune est exposée à un climat de montagne ou de marges de montagne et est dans la région climatique Alpes du nord, caractérisée par une pluviométrie annuelle de 1 200 à 1 500 mm, irrégulièrement répartie en été.
Pour la période 1971-2000, la température annuelle moyenne est de 7,7 °C, avec une amplitude thermique annuelle de 15,6 °C. Le cumul annuel moyen de précipitations est de 1 321 mm, avec 10,9 jours de précipitations en janvier et 7,5 jours en juillet. Pour la période 1991-2020, la température moyenne annuelle observée sur la station météorologique de Météo-France la plus proche, « Villard-de-Lans », sur la commune de Villard-de-Lans à 5 km à vol d'oiseau, est de 8,0 °C et le cumul annuel moyen de précipitations est de 1 270,0 mm,. Pour l'avenir, les paramètres climatiques de la commune estimés pour 2050 selon différents scénarios d'émission de gaz à effet de serre sont consultables sur un site dédié publié par Météo-France en novembre 2022.

#### Températures minimales et maximales enregistrées à Corrençon en 2012, 2014 et 2016
- 2012

| Mois                              | jan. | fév. | mars | avril | mai  | juin | jui. | août | sep. | oct. | nov. | déc. |
| --------------------------------- | ---- | ---- | ---- | ----- | ---- | ---- | ---- | ---- | ---- | ---- | ---- | ---- |
| Température minimale moyenne (°C) | 0    | −4,7 | 2,3  | 7     | 9,9  | 14,6 | 15,1 | 14,8 | 11,5 | 8,5  | 3,6  | 0,1  |
| Température maximale moyenne (°C) | 7,2  | 4,2  | 18,4 | 17,6  | 23,4 | 26,9 | 27,7 | 29,5 | 23,1 | 18,2 | 12   | 6,6  |

- 2014

| Mois                              | jan. | fév. | mars | avril | mai  | juin | jui. | août | sep. | oct. | nov. | déc. |
| --------------------------------- | ---- | ---- | ---- | ----- | ---- | ---- | ---- | ---- | ---- | ---- | ---- | ---- |
| Température minimale moyenne (°C) | −1,1 | −2   | 2,7  | 7,2   | 9,2  | 13,9 | 15,1 | 14,3 | 12,6 | 9,5  | 5    | 1,4  |
| Température maximale moyenne (°C) | 8,9  | 11,3 | 16,4 | 19,9  | 21,5 | 27,6 | 24,8 | 25,4 | 24,4 | 21,3 | 13,7 | 7,9  |

- 2016

| Mois                              | jan. | fév. | mars | avril | mai  | juin | jui. | août | sep. | oct. | nov. | déc. |
| --------------------------------- | ---- | ---- | ---- | ----- | ---- | ---- | ---- | ---- | ---- | ---- | ---- | ---- |
| Température minimale moyenne (°C) | −1,6 | 3    | 2,7  | 7,1   | 9,5  | 14,5 | 15,7 | 14,6 | 13   | 6,5  | 3,9  | −3,8 |
| Température maximale moyenne (°C) | 9,3  | 11,3 | 13,4 | 17,1  | 21,3 | 25,8 | 28,8 | 29,1 | 26,6 | 16,8 | 11,6 | 6,6  |

#### L'effet de Fœhn à Corrençon-en-Vercors

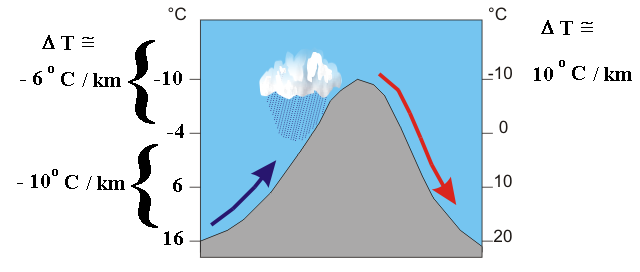
Croquis expliquant le principe de l'effet de foehn.

Lorsqu'un vent souffle fortement depuis le sud, l'ensemble du massif du Vercors (particulièrement dans le secteur de Villard-Corrençon et de la région du Trièves, située au sud-est du massif) est soumis, de façon subite, à un phénomène de réchauffement rapide qui se dénomme « l'effet de fœhn ».
Il faut savoir que ces deux secteurs de moyenne montagne du département de l'Isère se situent au niveau de la partie septentrionale du col de la Croix-Haute, défini géographiquement comme une des frontières entre les Alpes du Nord et les Alpes du Sud. C'est également dans ce secteur que se situe la partie la plus haute des falaises du Vercors marqués par le Grand Veymont et l'ensemble des hauts plateaux du Vercors.
Dans le cadre de ce phénomène météorologique amplifié par ce positionnement géographique, la température peut, dès lors, grimper rapidement et le secteur peut facilement passer d'une température de 0 °C à Grenoble et dans cette partie du département de l'Isère à une température de +15 °C en quelques heures. En hiver, la neige fond alors à une vitesse impressionnante, en particulier sur les versants sud des montagnes particulièrement bien exposés.

### Hydrographie
Les cours d'eau
Le territoire communal est traversé par le ruisseau Corrençonnais qui s'écoule en direction du nord, vers le territoire de la commune de Villard-de-Lans avant de se jeter dans la Bourne. ce torrent est tributaire du ruissellement des eaux de pluie et de la fonte nivale tout en sachant que le sol karstique de la région favorise l’infiltration de l’eau.
Fontaine
La Fontaine de Giraud-Bernard, est situé à proximité du Clos de la Balme.

### Géologie

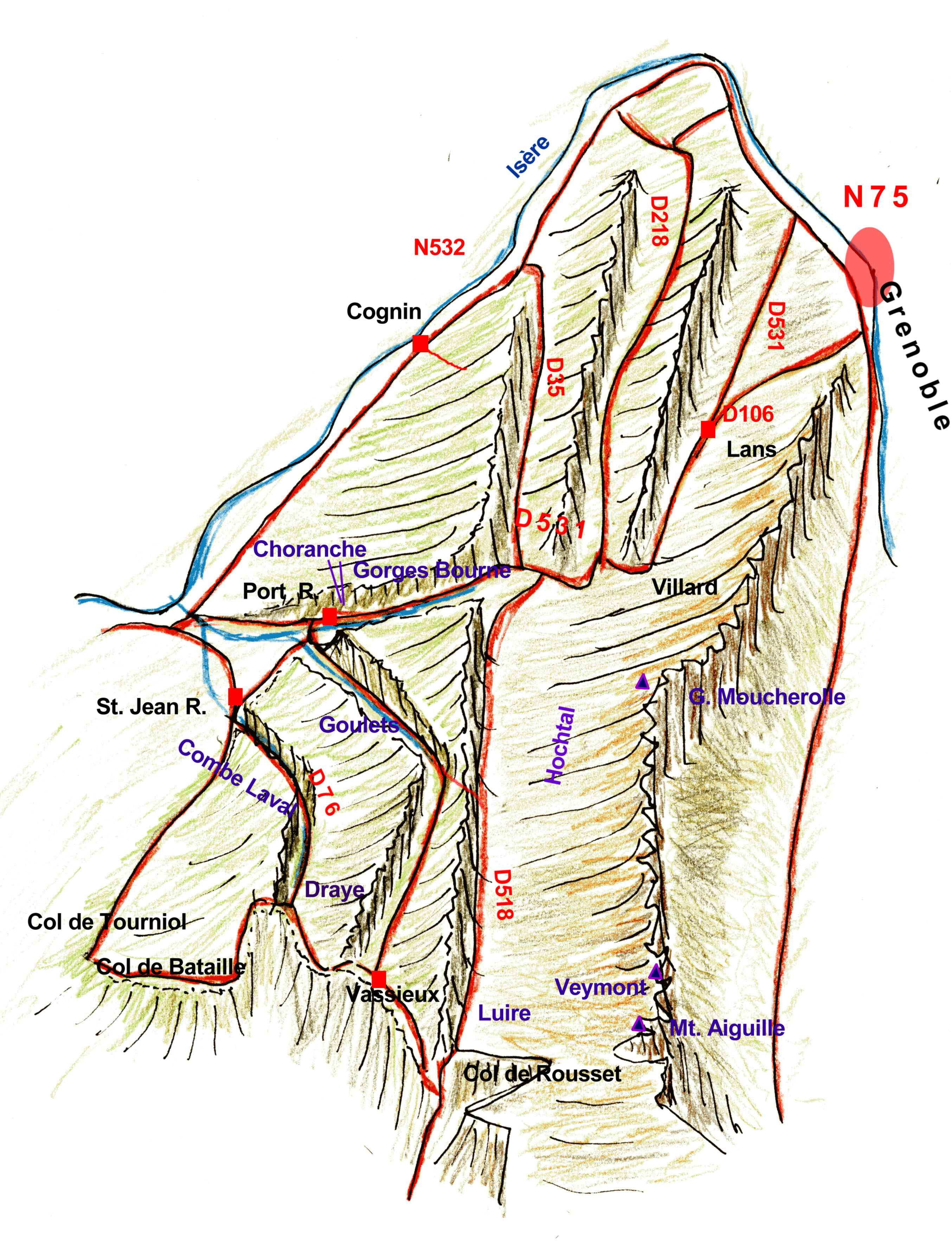
Gorges et falaises du Vercors.

Le Vercors, dans lequel se situe en entier le territoire de la commune de Corrençon-en-Vercors, est un massif préalpin qui s'est soulevé lors de la surrection des Grandes Alpes. Celui-ci est composé de roches sédimentaires qui se sont successivement déposées dans un océan formé durant l'ère secondaire. Les calcaires durs formés dans ces mers, à l'origine peu profondes, font alternance avec des marnes et marno-calcaires tendres qui, elles, ont été formés dans des mers nettement plus profondes (l'origine marine de ces roches est attestée par la présence de nombreux fossiles). Il en résulte, à l'image d'un mille-feuille, un empilement de plusieurs kilomètres d'épaisseur de roches au sein même de massif.
Sous l'effet de la dérive des continents (dite aussi tectonique des plaques), le massif s'est ensuite plissé de façon progressive durant plusieurs millions d'années. Puis, la succession de différents glaciers et l'eau des torrents a profondément modifié l'aspect du paysage environnant la commune. En effet, l'érosion karstique a dissous et modifié les calcaires et l'érosion torrentielle a creusé les gorges (telles que les gorges de la Bourne située à l'ouest du bourg).
Extérieurement, le Vercors présente de grandes falaises de calcaire (très spectaculaire depuis le bassin grenoblois et la vallée du Grésivaudan) donnant une forte impression de citadelle naturelle.
Le Muséum d’histoire naturelle de Grenoble situé 1, rue Dolomieu à Grenoble présente de belles collections de roches et de minéraux, issus des préalpes et du Vercors, représentant différentes périodes géologiques.

### Voies de communications

#### Réseau routier
- La route départementale

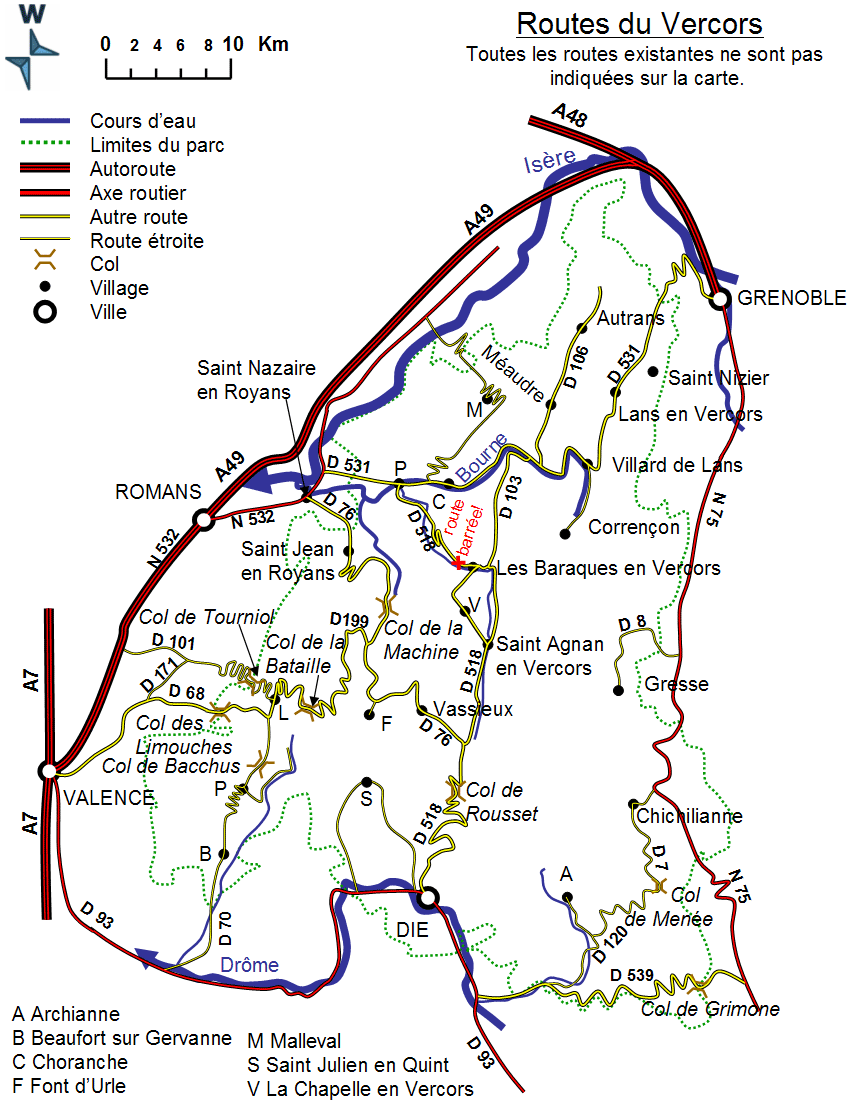
Carte des routes du Vercors.

La commune est desservie uniquement par la route départementale 215c, qui relie le lieu-dit Le clos de la Balme (station de sport d'hiver de Corrençon-en-Vercors) au lieu-dit les Sables (ronf point de Villard-de-Lans).
Cette route se raccorde à la route départementale 531 au niveau du rond-point de la Bourne à Villard-de-Lans, celle-ci permettant alors de rejoindre, soit l'agglomération de grenobloise et l'autoroute A48 par Sassenage à la sortie nord de ce rond-point, soit l'agglomération de Valence, ainsi que la vallée du Rhône par le village de Saint-Just-de-Claix, en direction du sud-ouest en empruntant le site des gorges de la Bourne.

### Transports

#### Transport routier
La commune est desservie par :
- la ligne T67 du réseau Transisère (transport à la demande) ;
- des navettes gratuites relient l'hiver la Gare routière de Villard (ou/et) Côte 2000 (domaine alpin) ↔ Corrençon centre ↔ Hauts Plateaux (Domaine nordique) ↔ Clos de la Balme (domaine alpin).

Ces navettes sont gratuites.
Le territoire communal est également desservi par un réseau de transport scolaire au service des enfants scolarisés dans les différents établissements situés sur son territoire et celui de la communauté de communes.

#### Autres modes de transports
La gare ferroviaire la plus proche est la gare de Grenoble, située à environ 35 km du centre de la commune. Elle est desservie par un service d'autocar régulier (depuis la commune voisine de Villard-de-Lans (transport sur réservation/plus d information auprès de l office de tourisme)
L'aéroport le plus proche est l'aéroport de Grenoble-Isère situé à environ 75 km.

## Urbanisme

### Typologie
Au 1er janvier 2024, Corrençon-en-Vercors est catégorisée commune rurale à habitat dispersé, selon la nouvelle grille communale de densité à sept niveaux définie par l'Insee en 2022.
Elle est située hors unité urbaine. Par ailleurs la commune fait partie de l'aire d'attraction de Grenoble, dont elle est une commune de la couronne,. Cette aire, qui regroupe 204 communes, est catégorisée dans les aires de 700 000 habitants ou plus (hors Paris),.

### Occupation des sols
L'occupation des sols de la commune, telle qu'elle ressort de la base de données européenne d’occupation biophysique des sols Corine Land Cover (CLC), est marquée par l'importance des forêts et milieux semi-naturels (89,4 % en 2018), une proportion sensiblement équivalente à celle de 1990 (89,8 %). La répartition détaillée en 2018 est la suivante : 
forêts (75 %), espaces ouverts, sans ou avec peu de végétation (11,5 %), prairies (6,1 %), milieux à végétation arbustive et/ou herbacée (2,9 %), espaces verts artificialisés, non agricoles (1,9 %), zones urbanisées (1,7 %), zones agricoles hétérogènes (0,9 %). L'évolution de l’occupation des sols de la commune et de ses infrastructures peut être observée sur les différentes représentations cartographiques du territoire : la carte de Cassini (XVIIIe siècle), la carte d'état-major (1820-1866) et les cartes ou photos aériennes de l'IGN pour la période actuelle (1950 à aujourd'hui).

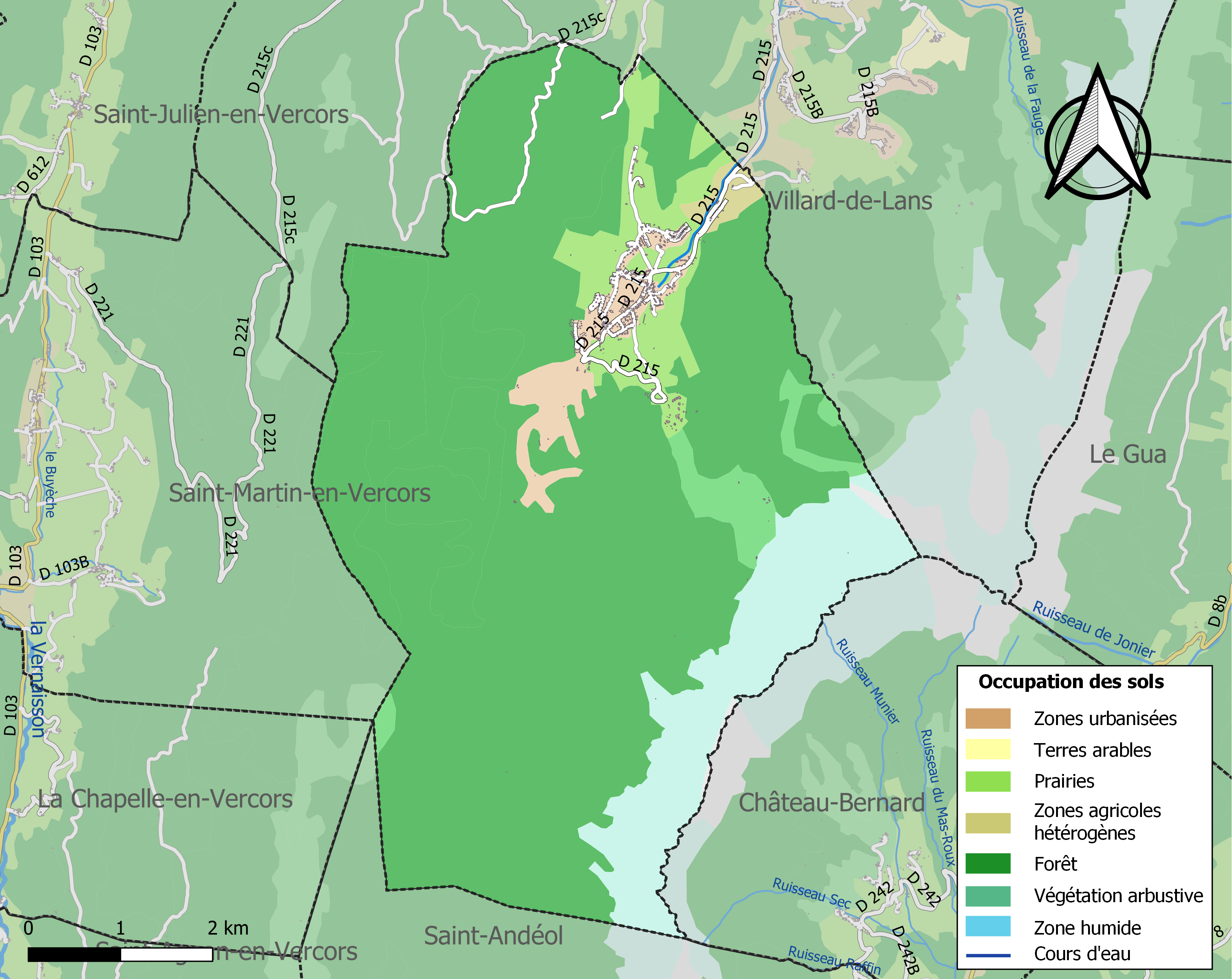
Carte des infrastructures et de l'occupation des sols de la commune en 2018 (CLC).

### Hameaux, lieux-dits et écarts
Voici, ci-dessous, la liste la plus complète possible des divers hameaux, quartiers et lieux-dits résidentiels urbains comme ruraux qui composent le territoire de la commune de Corrençon-en-Vercors, présentés selon les références toponymiques fournies par le site géoportail de l'Institut géographique national.
| - Malaterre (avec Villard-de-Lans) - La Loubière (forêt) - La Glacière (grotte) - La Narce - les Jambets - les Maréchaux - Les Granges - les Martins - les Mengots - Les Vordaignes - Les Diats - Les Vordaignes - Le Brû | - le Peuil - Les Piccauds - les Rambins - les Ravix - Ritons - Les Vordaignes - Les Vordaignes - Grange Bonnet - Les Trois Fontaines - le Clos de la Balme (Espace alpin Villard Corrençon) - Clariant (La Croix de la Messe) - Fleur du Roy - Le Lautaret |

Quelques hameaux et lieux-dits de Corrençon-en-Vercors
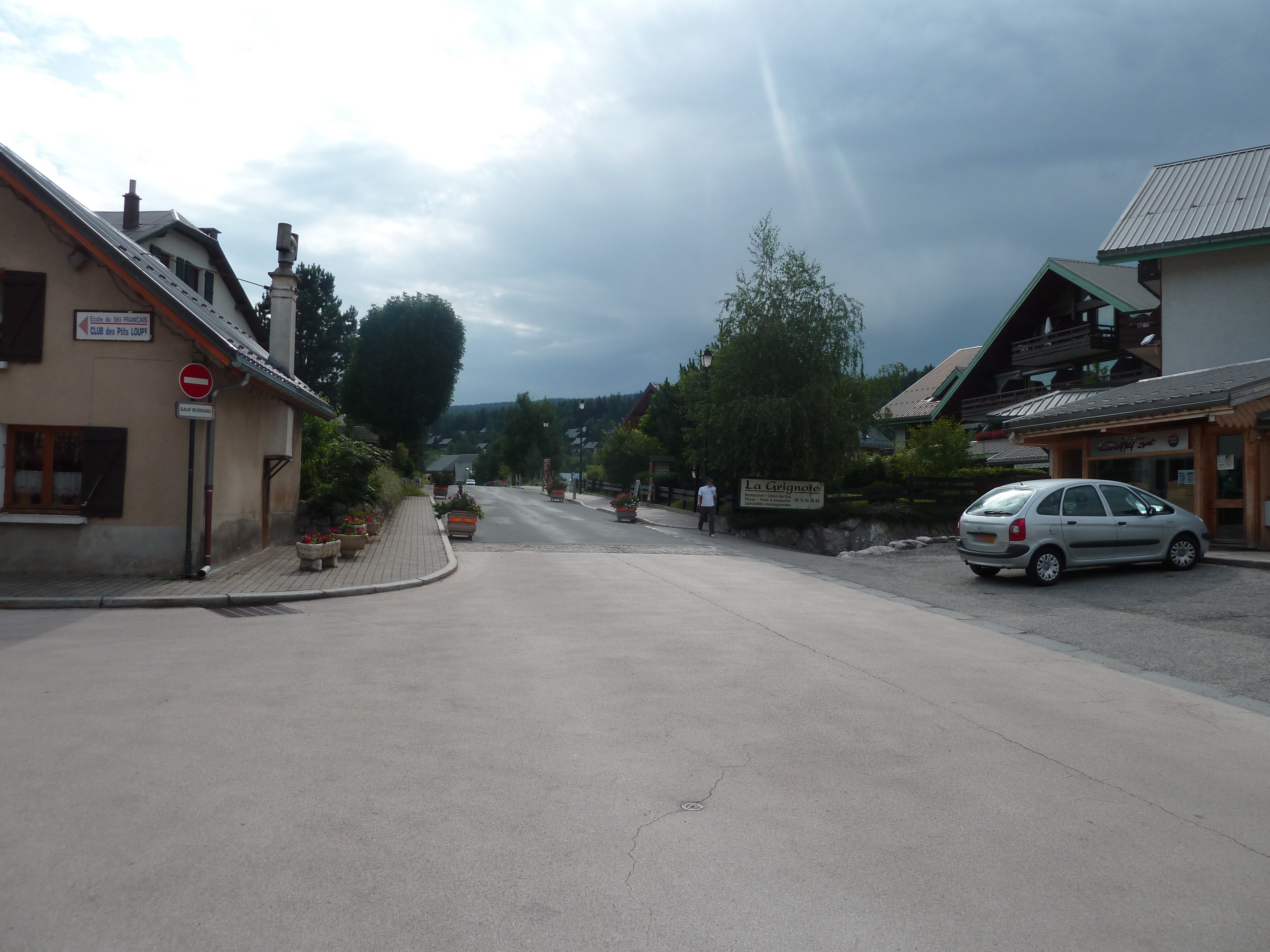
Les Picards
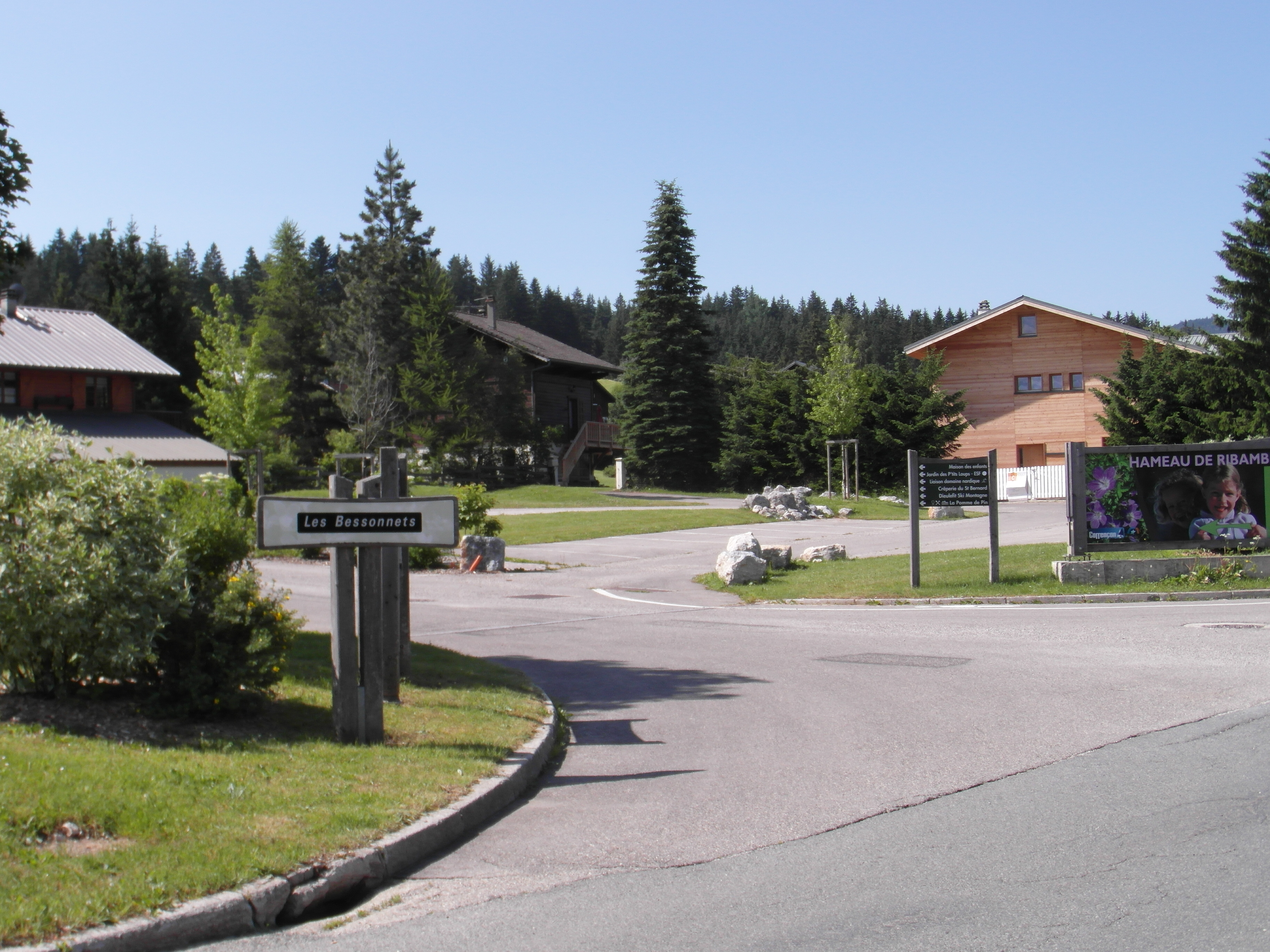
Le hameau des Bessonet.
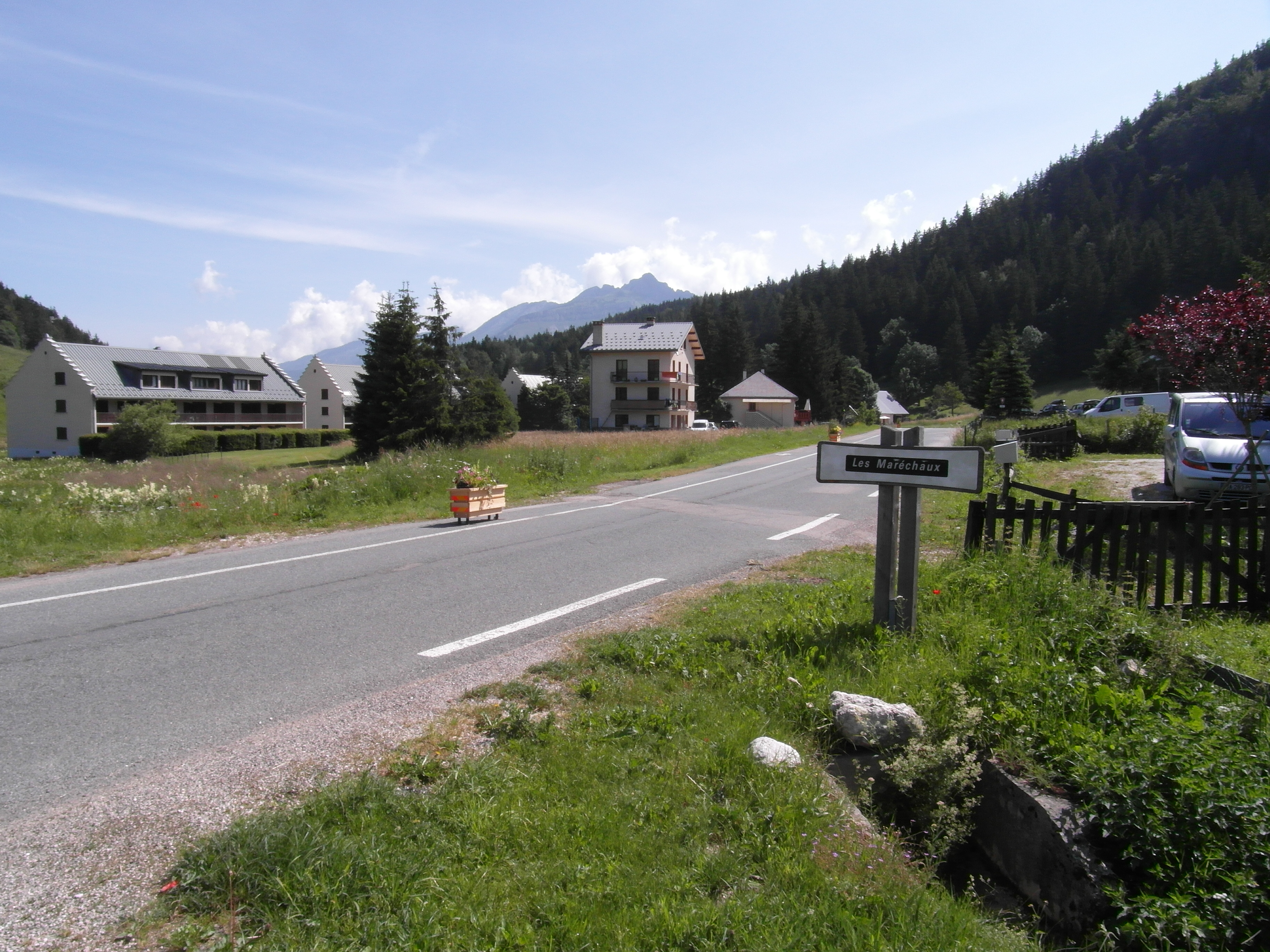
Les Maréchaux.
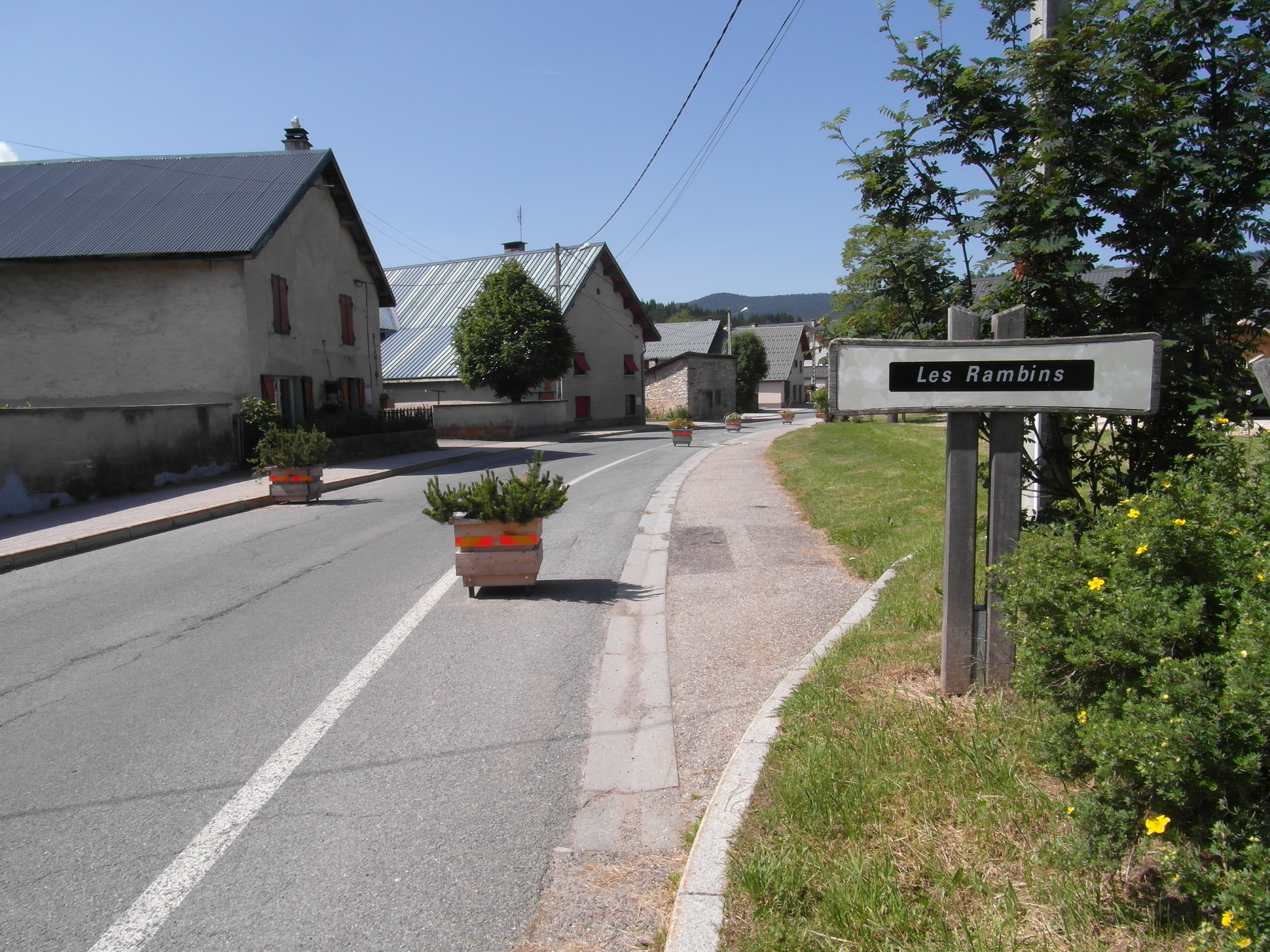
Le hameau des Rambins.
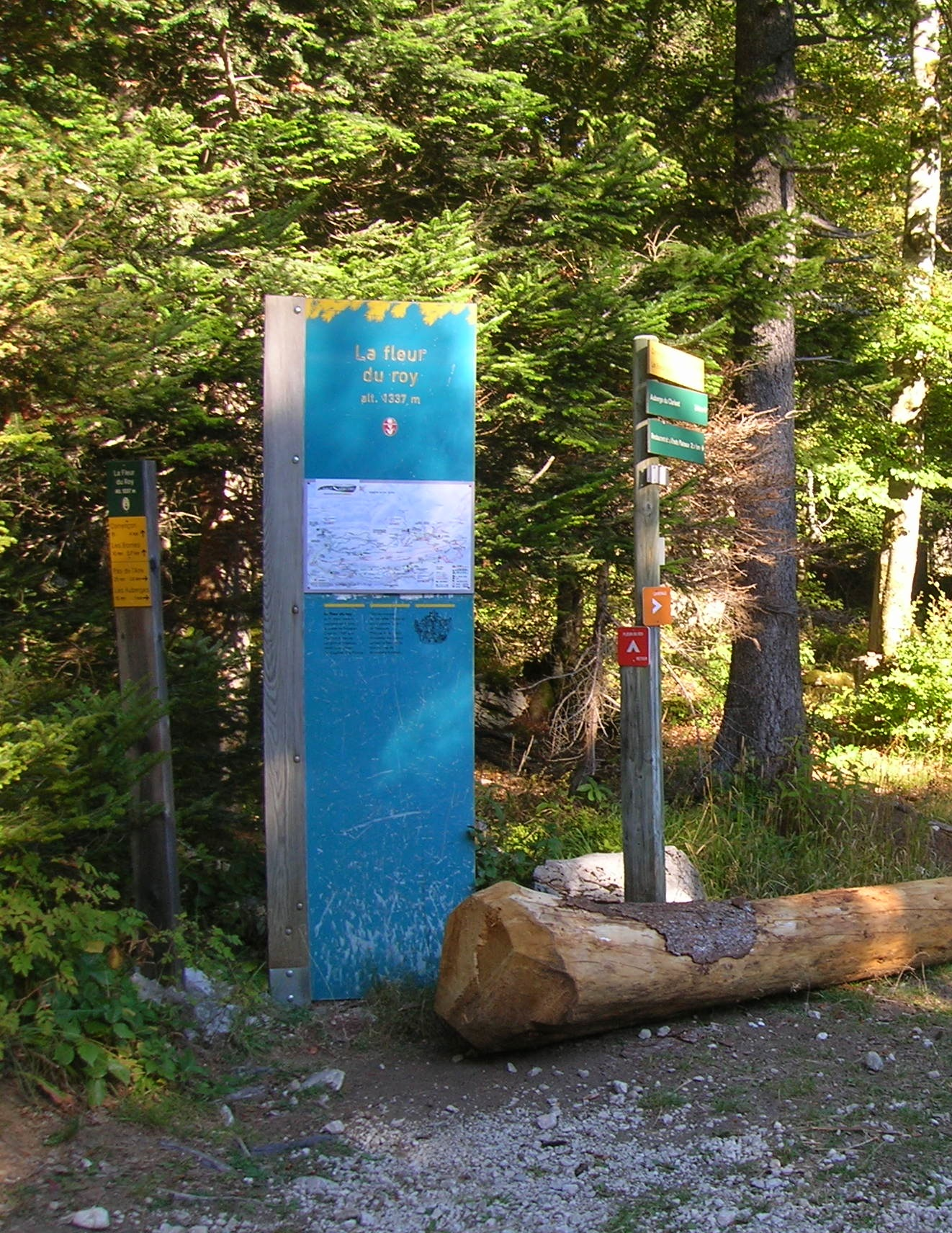
Lieu-dit Fleur du Roy.

### Eau et assainissement
Corrençon et les localités communauté de communes du massif du Vercors bénéficient d'une station d'épuration moderne (située au lieu-dit Fenat, sur la route de Pont-en-Royans à Villard-de-Lans), ainsi que d'une usine de compostage de boue inaugurées toutes les deux le 6 octobre 2012 par le président du conseil général de l'Isère. Le financement de cette station d'épuration a été assuré, en partie, par l'agence de l'eau Rhone-Méditerranée-Corse, établissement public appartenant conjointement à l'État au conseil départemental de l'Isère et au  conseil régional d'Auvergne-Rhône-Alpes et essentiellement par autofinancement dont un recours à l'emprunt effectué par la communauté de communes.

### Risques naturels et technologiques

#### Risques sismiques
L'ensemble du territoire de la commune de Corrençon-en-Vercors est situé en zone de sismicité no 4, comme la totalité des communes de cette partie du massif du Vercors.
| Type de zone | Niveau            | Définitions (bâtiment à risque normal) |
| ------------ | ----------------- | -------------------------------------- |
| Zone 4       | Sismicité moyenne | accélération = 1,6 m/s2                |

## Toponymie
Selon l'ouvrage de Patrick Ollivier Elliott intitulé "Vercors-Safari-Patrimoine", le premier nom de la localité fut « Mollard de Corranczonum » au XIIIe siècle. André Plank auteur d'un livre sur l'origine des noms des communes du département de l'Isère évoque comme premiers noms de Corrençon, l'intitulé : « Corranczonum Molard » au XIVe siècle, puis « Correnzone » et « corransone » au XVe siècle.
Selon ce même auteur, le nom se référerait à la racine indo-européenne cor désignant un lieu central ou la vue s'étend au loin, le suffixe one étant utilisé comme diminutif.
Cette référence peut également être identique pour la commune de Corenc, situé dans le même département, au pied du massif de la Chartreuse.

## Histoire

Carte des territoires du Massif du Vercors.

La commune a été créée en 1857. Le bourg de Corrençon-en-Vercors et ses hameaux nous paraît aujourd’hui replié dans sa cuvette en cul-de-sac, mais il était jadis situé sur la voie de passage traditionnelle entre le Vercors proprement dit et les Quatre Montagnes.
Ce chemin empruntait le pas de l’âne pour rejoindre Saint-Martin-en-Vercors et les villages du Vercors historique et croisait le chemin du Val-de-Lans à travers la Montagne, avant que n’existe la route des gorges de la Bourne.

### Préhistoire
Selon l'encyclopédie intitulée « Histoire des communes de l'Isère », les vestiges les plus anciens de présence humaine découverts dans le val de Lans et le secteur des Quatre-Montagnes remontent à l'épisode interglaciaire Riss-Würm (soit entre 120 000 et 80 000 ans avant notre ère).
Le musée de la préhistoire de Vassieux-en-Vercors précise que des traces de l'homme de Neandertal ont été retrouvées dans le secteur du Vercors drômois, voisin.

### Antiquité
Durant l'Antiquité, un peuple vraisemblablement gaulois, les Vertacomicorii, dépendant des Voconces, s'installe dans les secteurs les plus accessibles du Vercors à qui il donnera son nom. Aucune trace d'une installation durable ne semble avoir été conservée dans le secteur de Corrençon-en-Vercors.
C'est en se référant au nom de ce peuple que les géographes modernes (dont Raoul Blanchard) attribueront, plus tard, le nom de Vercors à l'ensemble de la région montagneuse qui entoure Villard-de-Lans et son canton, alors que ce nom était, à l'origine, limité au secteur drômois de La Chapelle-en-Vercors et de Saint-Agnan-en-Vercors. Le secteur géographique dit des « Quatre montagnes », terme médiéval, conservé jusqu'à ce jour correspond exactement au territoire de l'ancien canton de Villard-de-Lans disparu en 2015, mais toujours à celui de l'actuelle communauté de communes qui comprend six communes en 2016 : Villard-de-Lans, Autrans-Méaudre en Vercors, Corrençon-en-Vercors, Engins, Lans-en-Vercors et Saint-Nizier-du-Moucherotte.

### Moyen Âge

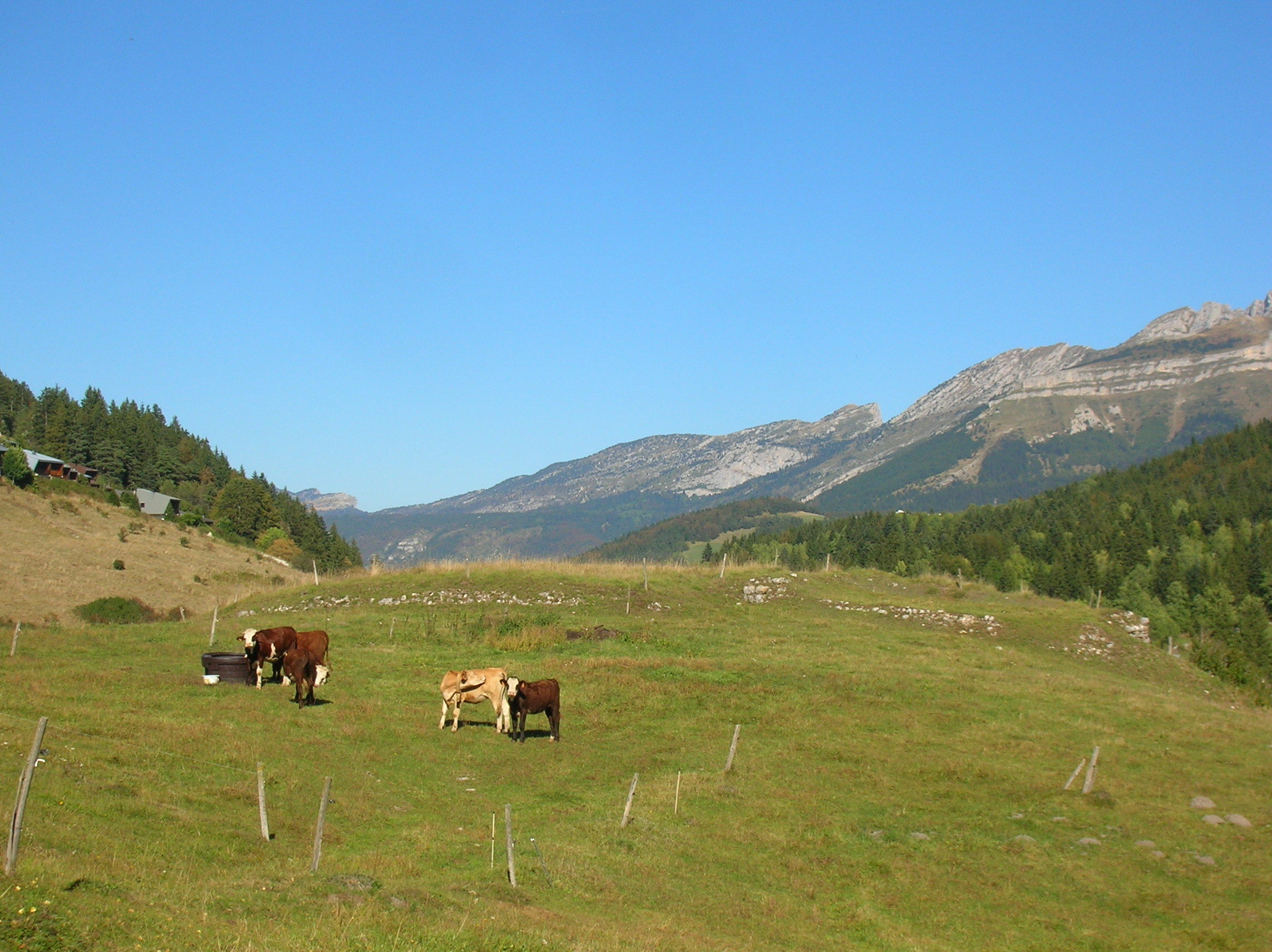
Vestiges du château fort sur l'ancienne motte castrale.

Durant le Moyen Âge, les forêts, les clairières et les chemins de Corrençon constituèrent une importante zone de contact entre les populations du Vercors central et des Quatre-Montagnes : échanges commerciaux pacifiques et luttes âpres entre Saint-Martin et Corrençon pour l’exploitation des bois, et aussi batailles historiques entre les comtes de Sassenage, seigneurs des Montagnes de Lans, et les évêques de Die, seigneurs du Vercors, pour repousser les limites de leurs domaines respectifs.
En 1297, une charte faisant état de deux chemins publics via Corrençon (vers le Pas de la Balme, vers la Font de la May) est établie, puis en 1400, le baron de François de Sassenage est propriétaire d’une maison forte à Corrençon. L'acte d’albergement entre le seigneur de Sassenage et les particuliers de Corrençon date de 1484.
Le « Champ de la Bataille », clairière au sud de Corrençon, rappelle par sa dénomination l’affrontement célèbre au cours duquel fut battu l’évêque de Die au XVe siècle (1410). On retrouve par ailleurs en plein bois certains vestiges de bornages féodaux, dont la pierre marquée d’une fleur de lys, connue sous le nom de « fleur du Roy ».
En 1497 apparaît la première mention de l’église de Corrençon sous le vocable de Sainte Croix. Cette chapelle est dépendante de la cure de Villard-de-Lans.

### Temps modernes
La Grande Moucherolle est officiellement gravie en 1744. Treize ans plus tard, en 1757, la forêt de Corrençon est reconnue par le roi de France Louis XV.
Après 1789, surgit une vive opposition entre les habitants de Villard-de-Lans et Corrençon, la première étant fortement gagnée à l'idéal républicain et Corrençon plus rurale, restant plus favorable à l'Ancien Régime et la religion catholique.

### Époque contemporaine

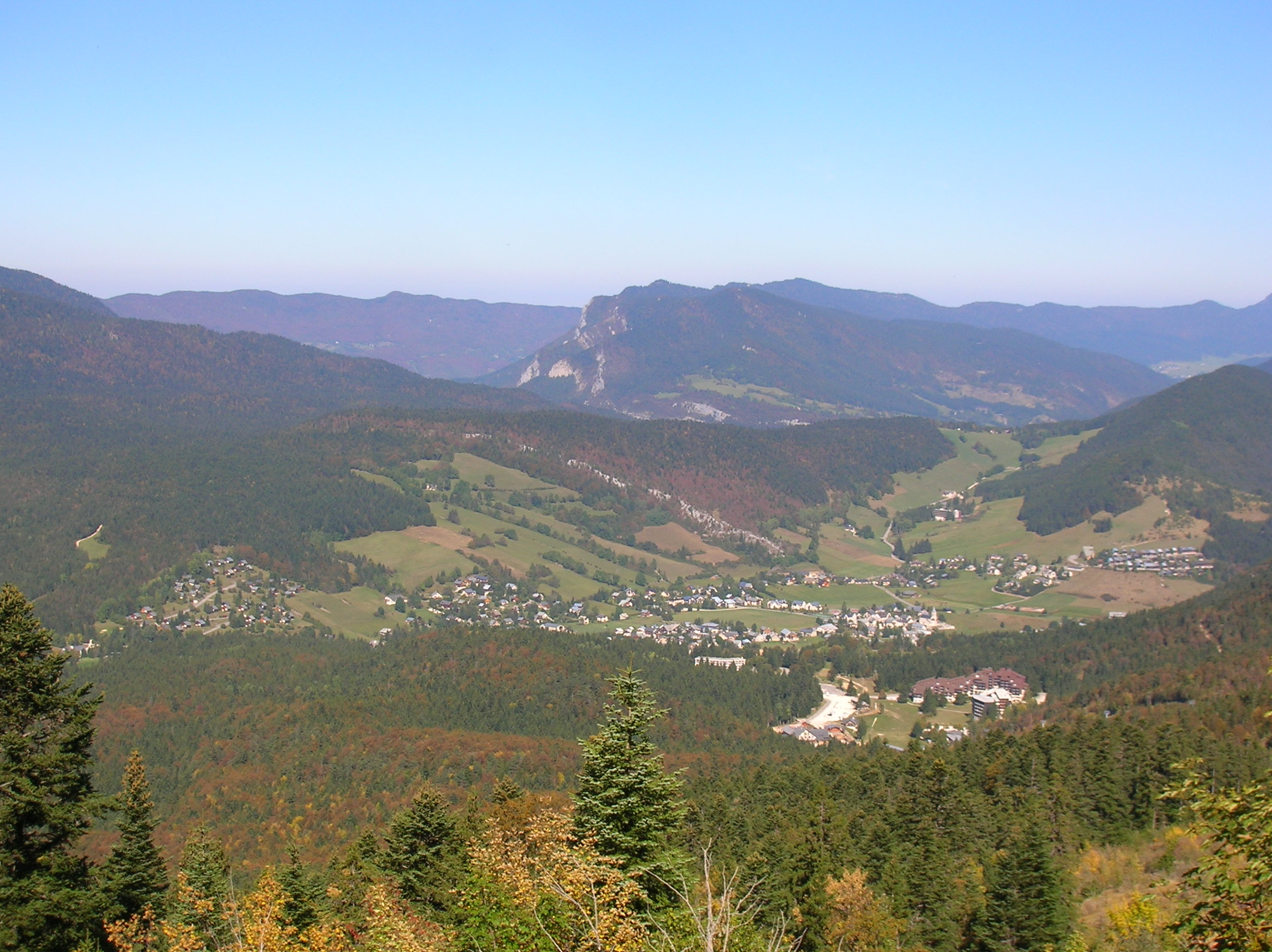
Vallée de Corrençon-en-Vercors en 2016

En 1810 a lieu le jugement du tribunal entre Villard-de-Lans et Corrençon mais le procès alla de rebondissement en rebondissement pendant presque un demi-siècle.
L'érection de la paroisse de Corrençon se déroule en 1827. Le partage des forêts entre Villard et Corrençon est effectif vingt ans plus tard. Le 19 juin 1857, Corrençon est érigée en commune (450 habitants vivent au village). L'anniversaire de cet événement a eu lieu en 2007, pour les 150 ans.
Corrençon resta jusqu’au milieu du XIXe siècle un simple hameau de la commune de Villard-de-Lans. Leur séparation en 1857 fut l’aboutissement de cinquante années de procès entre cette dernière et les habitants du hameau pour la possession de la grande forêt de Corrençon. En effet, faisant état des droits de propriété accordés en 1484 par le seigneur de Sassenage à leurs familles, les Corrençonnais n’hésitèrent pas à assigner la commune de Villard-de-Lans devant les tribunaux lorsqu’elle prit possession de cette forêt en 1808.
Une fois reconnues en justice en 1810, les familles corrençonnaises obtinrent le partage définitif de leurs bois entre les héritiers des premiers possesseurs.
C’est ainsi que fait unique en Vercors, la forêt de Corrençon revint pour les trois quarts à des particuliers tandis qu’ailleurs elle reste patrimoine communal indivis.
Tout cela ayant fort aigri les rapports entre le chef-lieu et le hameau, le pouvoir impérial ne put qu'envisager leur séparation administrative. L'église Sainte-Croix fut reconstruite durant le Second Empire.
C'est de cette époque que date la première exploitation de la glacière naturelle de Corrençon.
Naguère, cette glace était exploitée et descendue à Grenoble pour les besoins des restaurants et cafés. Il suffit d’une demi-heure de marche depuis le départ du golf de Corrençon pour découvrir aux limites de la forêt de Corrençon et de la forêt de la Loubière de Villard-de-Lans. Elle s’ouvre sous une barre rocheuse au creux d’une dépression. C’est par un puits d’une dizaine de mètres de profondeur, doté d’un escalier métallique, que l’on pouvait accéder au fond de la cavité au sol tapissé d’une épaisse couche de glace vive. La neige qui s’accumule au cours des hivers dans cette dépression abritée se comprime et se transforme en glace permanente se renouvelant sans cesse. Aujourd’hui, la glacière est fermée par arrêté municipal afin de préserver le site.
En 1912 l'installation des lignes électriques dans divers hameaux permet de terminer la complète électrification du territoire communal.

#### La Seconde Guerre Mondiale
Entre le 22 juin 1940, date de l'armistice, signée entre le représentant du Troisième Reich allemand et celui du gouvernement français de Philippe Pétain et le 11 novembre 1942, date du débarquement allié en Afrique du Nord, la commune de Corrençon et l'ensemble des communes dauphinoises se situent en zone libre. La zone d’occupation italienne en France fut dès lors étendue dans tout le massif alpin (la limite étant fixée par le Rhône, à la suite d'une série accords établis entre l'Allemagne nazie et l’Italie fasciste.
Cette occupation militaire durera jusqu'au 3 septembre 1943, date de la signature à Cassibile d'un armistice entre les autorités italiennes et les alliés. Le 8 septembre 1943 les troupes allemandes s'installent à l'est du Rhône et envahissent les vallées alpines.

#### La Résistance
En 1942, avant même l'arrivée des troupes allemandes, de jeunes réfractaires au Service du travail obligatoire qui deviendront progressivement des résistants s'installent dans la forêt du Vercors dont le camp II, situé aux Ravières, au sud du territoire communal. En 1944, le curé de Corrençon, l'abbé Johannes Vincent, prend une part active à la résistance. Ancien aumônier du 14e régiment d’infanterie, il cache des personnes de religion juive et des réfractaires au service du travail obligatoire. Membre du mouvement « Combat », il est à l’origine du camp « Colomb ».
Durant les combats de 1944, l’armée allemande incendie la ferme Frier du Bois, les granges, les cabanes susceptibles se servir d’abri aux maquisards. Au moment de leur départ, ils brûlent les archives du village.

#### La seconde moitié duXXesiècle(après 1945)
En 1952, un décret qui autorise la commune à porter le nom de Corrençon-en-Vercors.

##### Un village à l'écart
En 1960, les premières résidences secondaires à Corrençon. Un peu à l’écart dans sa clairière, Corrençon ne fut pas concernée par le mouvement du climatisme et du tourisme du début de siècle comme les autres villages des 4 Montagnes. Elle attendit les années 1960 pour que soit exploité son espace pour le ski alpin.

##### Letremblement de terrede Corrençon
Le 25 avril 1962 à 5 h 45 du matin se produit dans le massif du Vercors un important séisme avec un épicentre vraisemblablement situé sur la commune, bien que les coordonnées « officielles » (latitude 44°57'N, longitude 5°24'E) le situent à 14 km au sud-ouest. Par sa magnitude de 5,5, ce séisme est actuellement considéré comme le plus important survenu dans le grand quart sud-est de la France depuis 1960. L'intensité maximale à Corrençon, évaluée sur l'échelle MSK, est de VII-VIII : l’église de Corrençon est lézardée ; plusieurs tombes sont bouleversées dans le cimetière ; des cheminées sont renversées ; des murs sont fissurés, même dans les maisons neuves,. Des dégâts correspondant à l'intensité V ont été observés à Grenoble, avec des chutes de tuiles et des centaines de cheminées abattues, occasionnant des dégâts à plusieurs voitures en stationnement. La secousse n’a duré que 15 secondes mais elle a été ressentie jusqu'à Valence, Lyon et même Genève. Comme tous les séismes atteignant ou dépassant la magnitude 5,5, il a été enregistré à très grande distance par une soixantaine de stations sismologiques mondiales : jusqu'à Bangui (République centrafricaine, à 4 700 km), Shillong (Inde, à 7 800 km) et même Wichita (Kansas, à 8 300 km).
Ce séisme a été précédé, entre le 12 et le 23 avril, de six séismes dont quatre ont été faiblement ressentis. Plus que des précurseurs, ce type d'activité est plutôt caractéristique d'un essaim de séismes qui s'est poursuivi jusqu'à la mi-juillet 1962. Jusqu'en 1962, le Vercors était un massif considéré comme étant asismique. On ignore encore actuellement quelle faille a pu jouer.

##### Le développement dutourisme

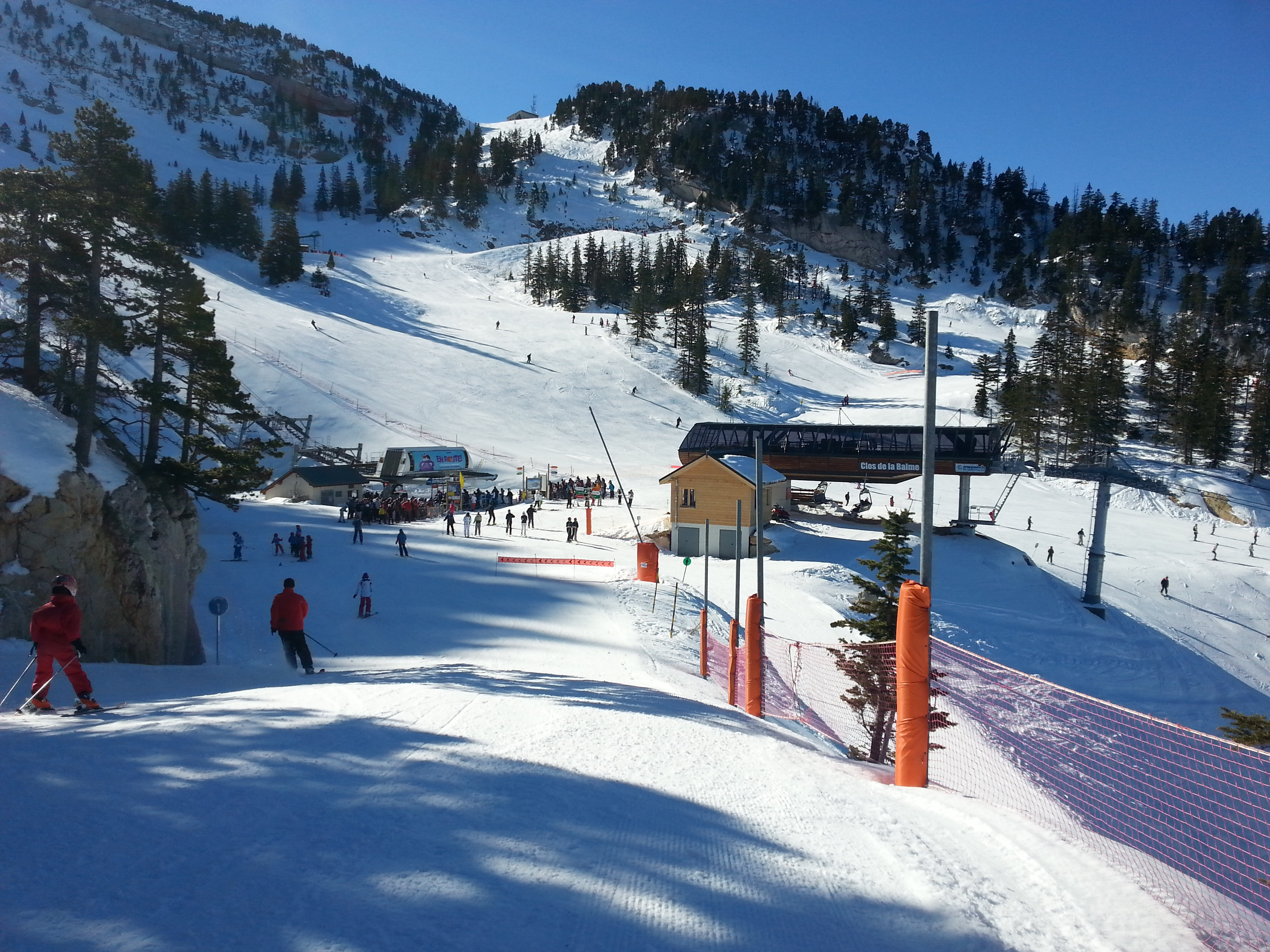
le site du "Clos de Balmes en 2015

- Années 1960

1962 : création du télésiège de Combeauvieux (au Clos de la Balme) : mise en route des premières remontées mécaniques par une société privée. Aménagement des petites pistes aux abords du village d'abord, puis création d'un véritable stade de neige à partir du Clos de la Balme en avant de la Petite Moucherolle. : Du fait de la fréquentation importante du site, les constructions se multiplièrent : hôtels, gîtes ruraux, lotissements chalets et petits immeubles (aujourd’hui, la capacité d’accueil est de quatre mille personnes pour 350 habitants permanents).
1966 : création du syndicat d’initiative.
1968 : Jeux olympiques de Grenoble (épreuve de luge à Villard-de-Lans).
- Années 1970

1970 : création du parc naturel régional du Vercors.
1978 : création d’une garderie dans les locaux de la mairie.
1979 : 1re Fête de l’Agriculture à Corrençon.
1979-80 : SATEC (Société d'Aménagement Touristique Équipement Corrençon)
- Années 1980

1983 : liaison domaines Alpins Villard-de-Lans et Corrençon-en-Vercors.
1984 : création d’une gare de départ par la SEVLC (Société d’Équipement Villard-de-Lans/Corrençon) au Clos de la Balme
1985 : création et classement de la réserve naturelle nationale des Hauts plateaux du Vercors puis rénovation de la place de la Mairie et de la place de l’Église. La création du golf de Corrençon de 9 trous a lieu la même année. Le syndicat d’initiative devient un office de tourisme.
- Années 1990

1991 : extension du golf et ouverture du parcours de 18 trous.
1992 : création de la SEML (Société d'Économie Mixte Locale) du golf. Signature d’un contrat état région. Création d'un Comité d'Action Touristique Villard-de-Lans/Corrençon. Fusion des offices de tourisme de Villard-de-Lans et de Corrençon et mise en place du contrat nordique (actions de massif avec le Parc).
1997 : réhabilitation de la cabane de Carette.
1999 : 322 habitants recensés à Corrençon-en-Vercors.
- Après 2000

2002 : la présence du loup sur la réserve naturelle des Hauts plateaux s’officialise.
2003 : création de la 1re chèvrerie à Corrençon, soit trois exploitations agro-pastorales.
2004 : Création du hameau de Ribambel qui prend la dénomination de « hameau des Rambins » en 2014
2006 : Obtention du label Famille Plus montagne. La même année, 350 habitants sont recensés à Corrençon.
2014 : Mise en service du Telemix de Corrençon (SIeges/Cabines)  enneigeurs et réaménagement des parkings au départ du clos de la balme. Création d'une piste de ski roue

## Politique et administration

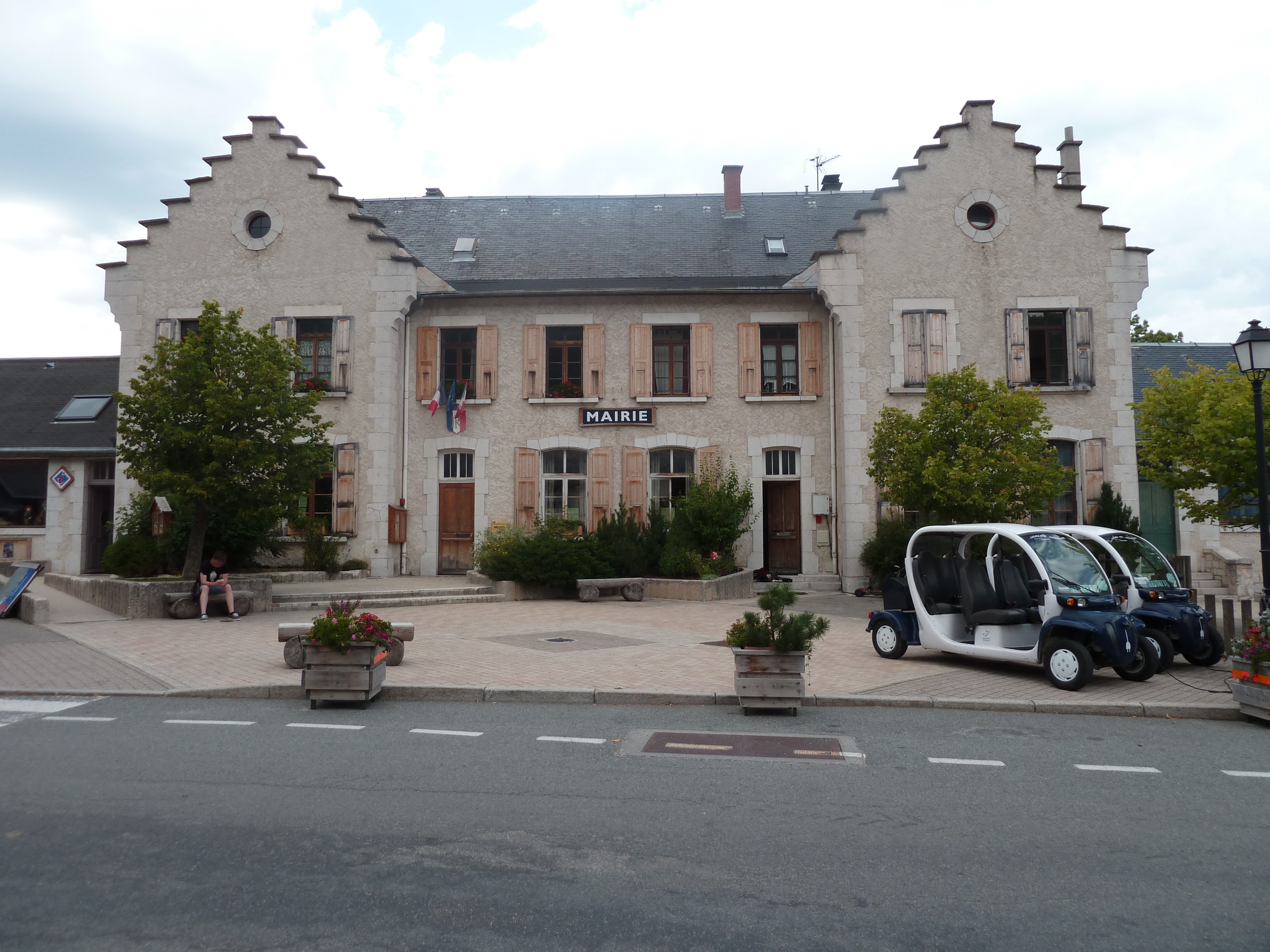
Mairie de Corrençon.

### Administration communale
Le conseil municipal est composé de dix membres dont un maire, trois adjoints au maire et six conseillers municipaux. la commune compte également deux conseillers communautaires siégeant à la communauté de communes du massif du Vercors.
En 2018, le maire, Thomas Guillet est également le président du Parc naturel régional du Vercors.

### Liste des maires
| Période                                  | Période  | Identité        | Étiquette | Qualité    |
| ---------------------------------------- | -------- | --------------- | --------- | ---------- |
| avant 1981                               | 1983     | André Guillet   |           |            |
| 1983                                     | 2014     | Gérard Sauvajon |           |            |
| 2014                                     | En cours | Thomas Guillet  | SE        | Commerçant |
| Les données manquantes sont à compléter. |          |                 |           |            |

### Services publics
La commune dispose des services suivants :
- une mairie avec un service d'état civil ;
- un office de tourisme qui travaille en lien avec Villard de Lans sous la marque Villard de Lans/Corrençon ;
- un centre de première intervention ;
- Une école maternelle et une école élémentaire et primaire (classe unique) ;
- une maison des enfants : crèche, halte-garderie.

## Population et société

### Démographie

#### Évolution démographique
L'évolution du nombre d'habitants est connue à travers les recensements de la population effectués dans la commune depuis 1861. Pour les communes de moins de 10 000 habitants, une enquête de recensement portant sur toute la population est réalisée tous les cinq ans, les populations de référence des années intermédiaires étant quant à elles estimées par interpolation ou extrapolation. Pour la commune, le premier recensement exhaustif entrant dans le cadre du nouveau dispositif a été réalisé en 2004.

En 2022, la commune comptait 368 habitants, en évolution de +4,84 % par rapport à 2016 (Isère : +3,07 %, France hors Mayotte : +2,11 %).
| 1861 | 1866 | 1872 | 1876 | 1881 | 1886 | 1891 | 1896 | 1901 |
| ---- | ---- | ---- | ---- | ---- | ---- | ---- | ---- | ---- |
| 374  | 344  | 341  | 333  | 330  | 301  | 311  | 296  | 288  |

| 1906 | 1911 | 1921 | 1926 | 1931 | 1936 | 1946 | 1954 | 1962 |
| ---- | ---- | ---- | ---- | ---- | ---- | ---- | ---- | ---- |
| 284  | 261  | 196  | 182  | 163  | 173  | 179  | 139  | 140  |

| 1968 | 1975 | 1982 | 1990 | 1999 | 2004 | 2006 | 2009 | 2014 |
| ---- | ---- | ---- | ---- | ---- | ---- | ---- | ---- | ---- |
| 159  | 193  | 259  | 264  | 322  | 358  | 367  | 359  | 356  |

| 2019 | 2022 | - | - | - | - | - | - | - |
| ---- | ---- | - | - | - | - | - | - | - |
| 360  | 368  | - | - | - | - | - | - | - |

#### Pyramide des âges
En 2018, le taux de personnes d'un âge inférieur à 30 ans s'élève à 30,9 %, soit en dessous de la moyenne départementale (37,1 %). À l'inverse, le taux de personnes d'âge supérieur à 60 ans est de 27,2 % la même année, alors qu'il est de 23,9 % au niveau départemental.
En 2018, la commune comptait 188 hommes pour 169 femmes, soit un taux de 52,66 % d'hommes, largement supérieur au taux départemental (48,99 %).
Les pyramides des âges de la commune et du département s'établissent comme suit.
| Hommes | Classe d’âge | Femmes |
| ------ | ------------ | ------ |
| 0,5    | 90 ou +      | 2,4    |
| 8,4    | 75-89 ans    | 9,4    |
| 15,3   | 60-74 ans    | 18,8   |
| 25,3   | 45-59 ans    | 25,3   |
| 15,8   | 30-44 ans    | 17,6   |
| 15,3   | 15-29 ans    | 12,9   |
| 19,5   | 0-14 ans     | 13,5   |

| Hommes | Classe d’âge | Femmes |
| ------ | ------------ | ------ |
| 0,6    | 90 ou +      | 1,6    |
| 6,7    | 75-89 ans    | 8,7    |
| 15,3   | 60-74 ans    | 16,3   |
| 20,1   | 45-59 ans    | 19,6   |
| 18,8   | 30-44 ans    | 18,9   |
| 19     | 15-29 ans    | 17     |
| 19,4   | 0-14 ans     | 17,9   |

### Enseignement

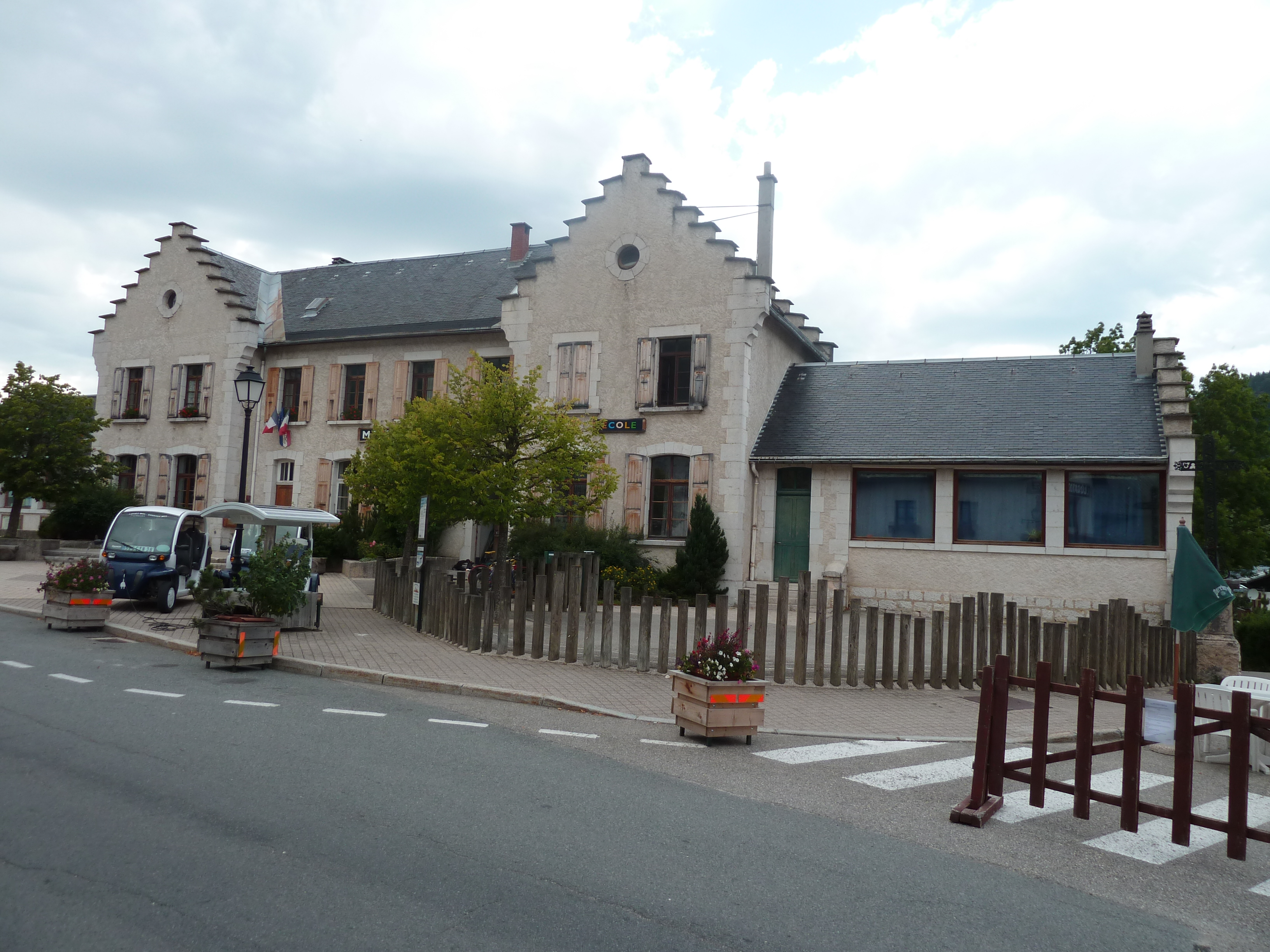
L'école primaire.

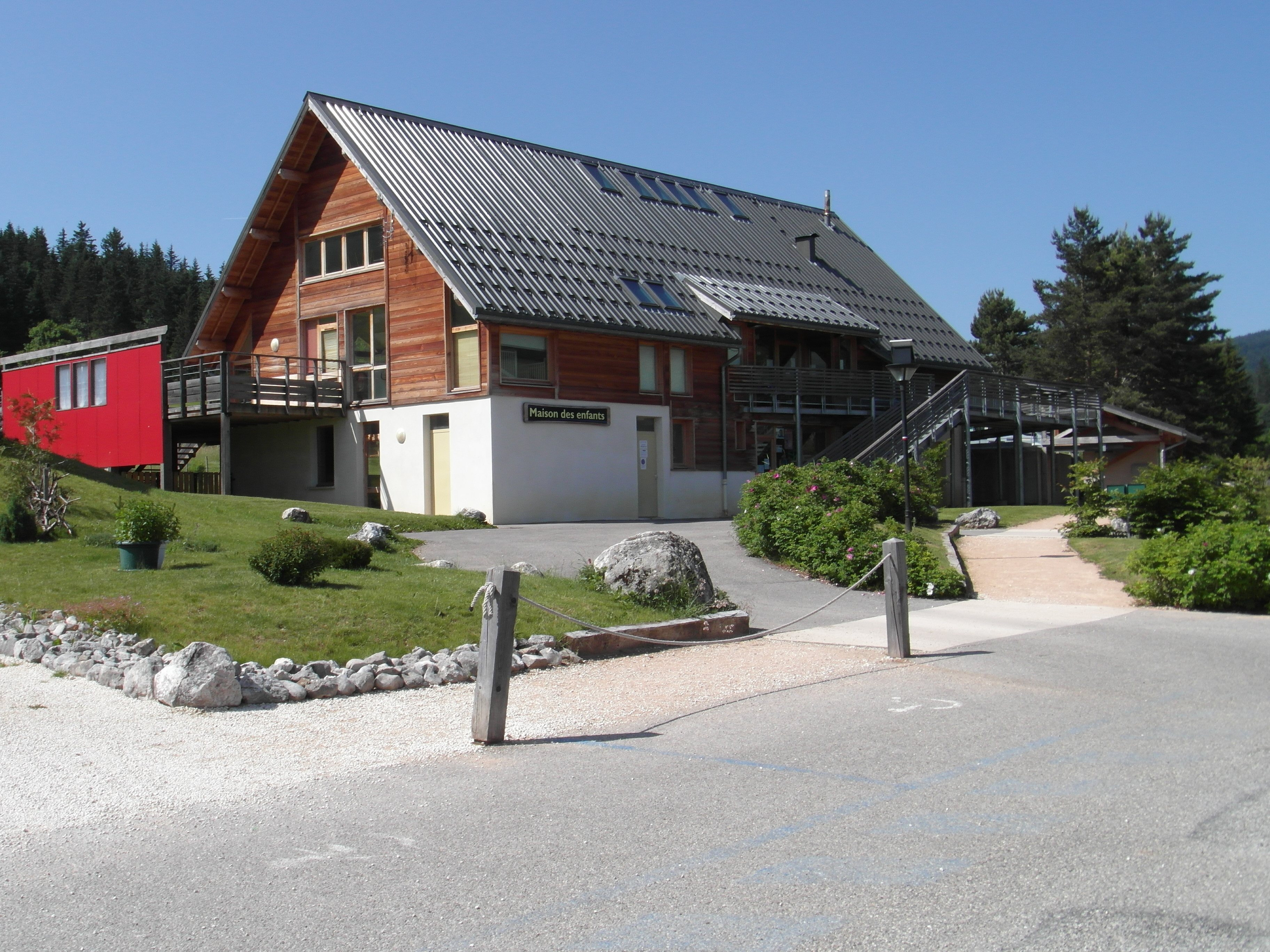
Maison des enfants.

#### Enseignement primaire
Rattachée à l'académie de Grenoble, la commune possède une école primaire publique.
Son bâtiment est contigu à celui de l'Hôtel de Ville, en plein centre du village. Cette école, est divisée en deux classes uniques :
- Une classe unique du CE1 au CM2
- Une classe unique maternelle petits, moyens et grands, et le cours préparatoire.

La restauration scolaire se pratique au rez-de-chaussée de la Maison des enfants (située au centre de loisirs)

#### Autres établissements scolaires
Les élèves corrençonais scolarisés en établissement secondaire du premier cycle se rendent au collège de la cité scolaire Jean-Prévost située à Villard-de-Lans, le service de transports par autocars étant assuré par le conseil départemental de l'Isère).

### Manifestations et festivités
Corrençon en fête le 1er dimanche d aout
Fête des arts dernier dimanche de juillet
Fête de la montagne le 15 aout
Trail la fleur du Roy le 14 juillet
Slowdays en Vercors dernier we de sept 
Et une multitude d animations organisées par l office de tourisme à destination des familles. L agenda est consultable sur le site de l office de tourisme www.correncon.com

### Activités sportives
Plusieurs activités sportives peuvent être effectués sur le territoire de la commune dont la promenades à pied ou à VTT, l'activité équestre, la pratique du golf, le tennis, le street hockey, le ski alpin/snowboard, le ski de fond, le biathlon, le ski roue, l'escalade.

#### Ski
- Alpin : Villard-Corrençon (Le Clos de la Balme)

- Nordique : Site nordique du Haut Vercors

#### L'activité de randonnée

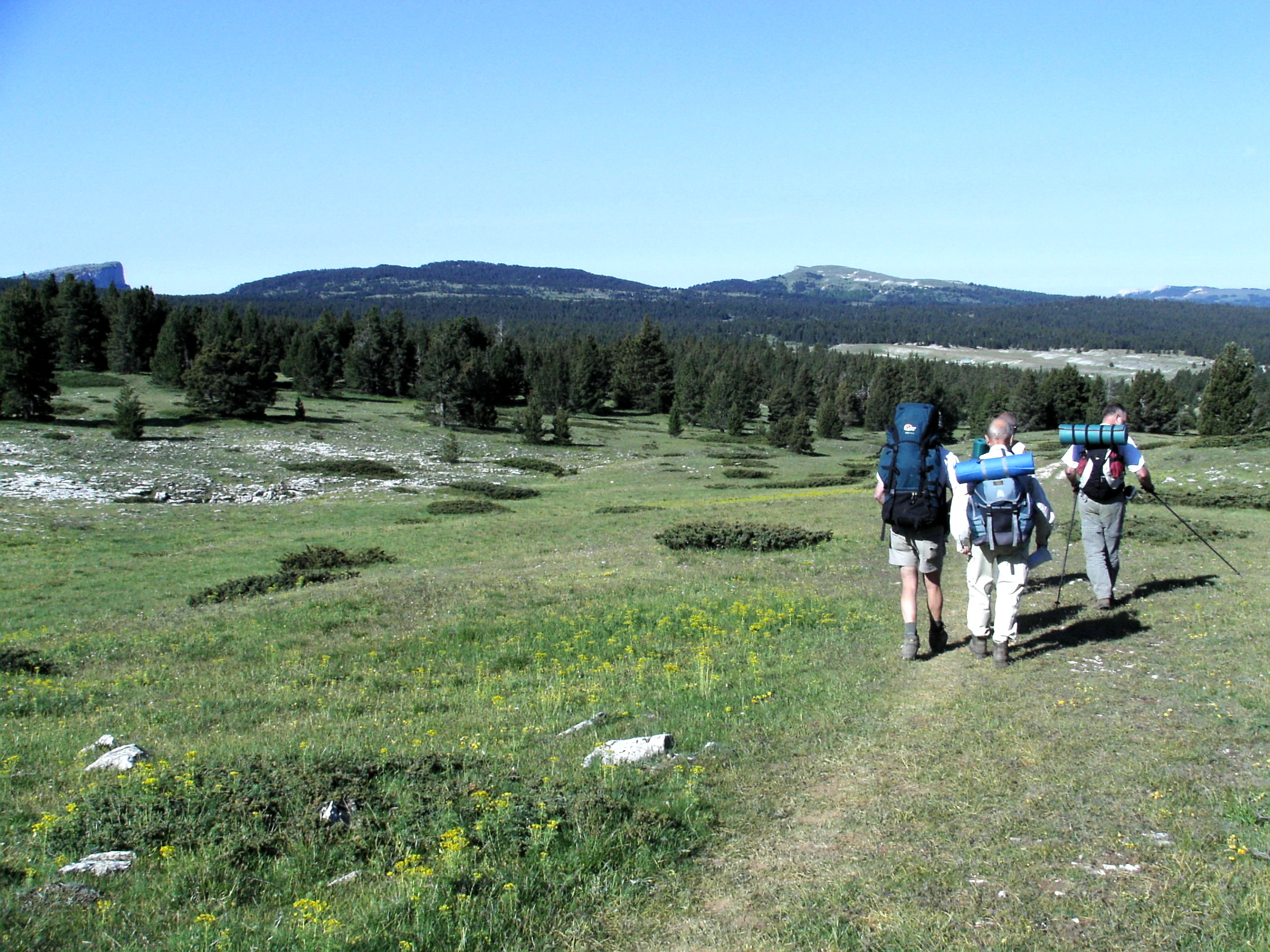
Les G.T.V permettent d'organiser une découverte des Hauts Plateaux du Vercors

Le territoire communal est traversé par le sentier de grande randonnée 9, par le sentier de grande randonnée 91, et par le sentier de grande randonnée de pays : « Tour des Quatre Montagnes ».
- Les Grandes Traversées du Vercors

L'association des « Grandes traversées du Vercors » (G.T.V), dont le siège est situé à la maison du Parc naturel régional du Vercors, regroupe de nombreux professionnels (plus de 150) gérant l'accueil des visiteurs et des randonneurs sur des itinéraires de randonnée uniquement situés dans le périmètre du Parc naturel régional du Vercors. Ces randonnées peuvent être effectuées en toutes saisons et notamment en hiver (randonnée en raquettes et en ski en de fond) ou en été (âne bâté ou à cheval).

### Médias
Le quotidien régional historique des Alpes tirant à grand tirage est Le Dauphiné libéré. Celui-ci consacre, chaque jour, y compris le dimanche, dans son édition dénommée « De l'agglomération au Vercors », un ou plusieurs articles à l'actualité de la ville et du canton de Fontaine-Vercors, ainsi que des informations sur les éventuelles manifestations locales, les travaux routiers, et autres événements divers à caractère local.
La commune est située sur l'aire de diffusion de radio Ici Isère, une radio publique qui émet sur tout le territoire du département de l'Isère.

### Cultes

#### Culte catholique
La communauté de l'église catholique de Corrençon-en-Vercors dépend de la « Paroisse La Croix de Valchevrière », en hommage à l'ancien hameau, témoin local des combats locaux de la Seconde Guerre mondiale qui épargnèrent la petite chapelle locale. Cette paroisse a été créée en l'an 2000 par le diocèse de Grenoble-Vienne. Ce secteur géographique de la vie religieuse couvre l'ensemble du canton actuel.
Un site internet consacré à cette activité cultuelle permet de connaitre toutes les informations sur ce sujet.

#### Autres cultes
- Un temple protestant affilié à la Fédération évangélique de France est situé au hameau des Geymonds, entre Villard-de-Lans et Lans-en-Vercors, à environ 5 km du centre de la commune[41].
- Un centre d’études tibétaines dénommé « Karma Migyur Ling », lieu d’étude et de pratique du bouddhisme, est situé sur les contreforts du Massif du Vercors  à, environ, 20 km de la commune[42].
- En ce qui concerne la religion musulmane, les mosquées les plus proches sont situées à Fontaine, à environ 35 km, mais aussi à Grenoble et Pont-de-Claix[43].
- En ce qui concerne le culte juif, la synagogue la plus proche de la commune de Corrençon, se situe, rue Maginot à Grenoble, soit à environ 38 km[44].

## Économie

### Activités industrielles et commerciales
Le bourg présente en son centre quelques commerces installés autour d'une petite place piétonne face au porche de l'église. Ce secetur héberge une supérette (primeur-fromages), une boulangerie-pâtisserie, une boucherie-charcuterie, un marchand journaux, bureau de tabac-PMU, et de deux restaurants.

### Activités touristiques
Le tourisme est, pour des raisons historiques et géographiques, le premier employeur de la commune.

#### Le domaine skiable
La commune dispose d'un domaine de ski alpin et de ski nordique qu'elle partage avec la commune de Villard-de-Lans.
En 2006, Corrençon a obtenu le label Famille Plus, certifiant l'excellence de son organisation et de ses structures en matière d'accueil des familles avec des enfants dès leur plus jeune âge.
En 2014, la communauté de communes du massif du Vercors et la Fédération Française de ski ont choisi le site de Corrençon-en-Vercors pour y installer l'espace Biathlon - Ski roue du Vercors, consacré aux entraînements des grands athlètes de la discipline. L’école de ski nordique offre des stages et des cours aux adultes et aux enfants afin d'appréhender la discipline en toute sécurité.
Pour faciliter l'accès aux activités de pleine nature et limiter les déplacements, le village a centralisé l'accueil et les structures touristiques destinées aux enfants au cœur même du village.
- Le hameau de Rambins

Cet espace regroupe :
Les structures d'accueil de l'École de Ski Français de Corrençon ;
Un domaine débutant de 25 hectares équipé de petites remontées mécaniques donnant accès à des pistes en pente douce ;
Le Babysnow, un engin de glisse permettant la découverte du ski à partir de 11 mois ;
Une maison des enfants regroupant une halte garderie accueillant les enfants dès l'âge de 3 mois et un centre de loisirs pour des activités récréatives destinées aux enfants de 3 ans à 12 ans ;
Une piste pour une balade en famille en raquettes ou à pieds, à travers la forêt de Ribambel.

#### Le golf de Corrençon-en-Vercors
Elle dispose également de l'unique parcours de golf (18 trous, 5 340 mètres) de la communauté de communes du massif du Vercors. Celui-ci propose également un restaurant et un magasin d'équipement.
La commune présente également quelques hôtels, des centres d'hébergement de vacances, ainsi que des gîtes ruraux et des chambres d'hôtes.

### Secteur agricole et pastoral
Il existait encore, sur le territoire de la commune, une dizaine d'exploitations agricoles en 1980, puis deux seulement en 2001.

#### La production locale

##### La «vache Villard-de-Lans»

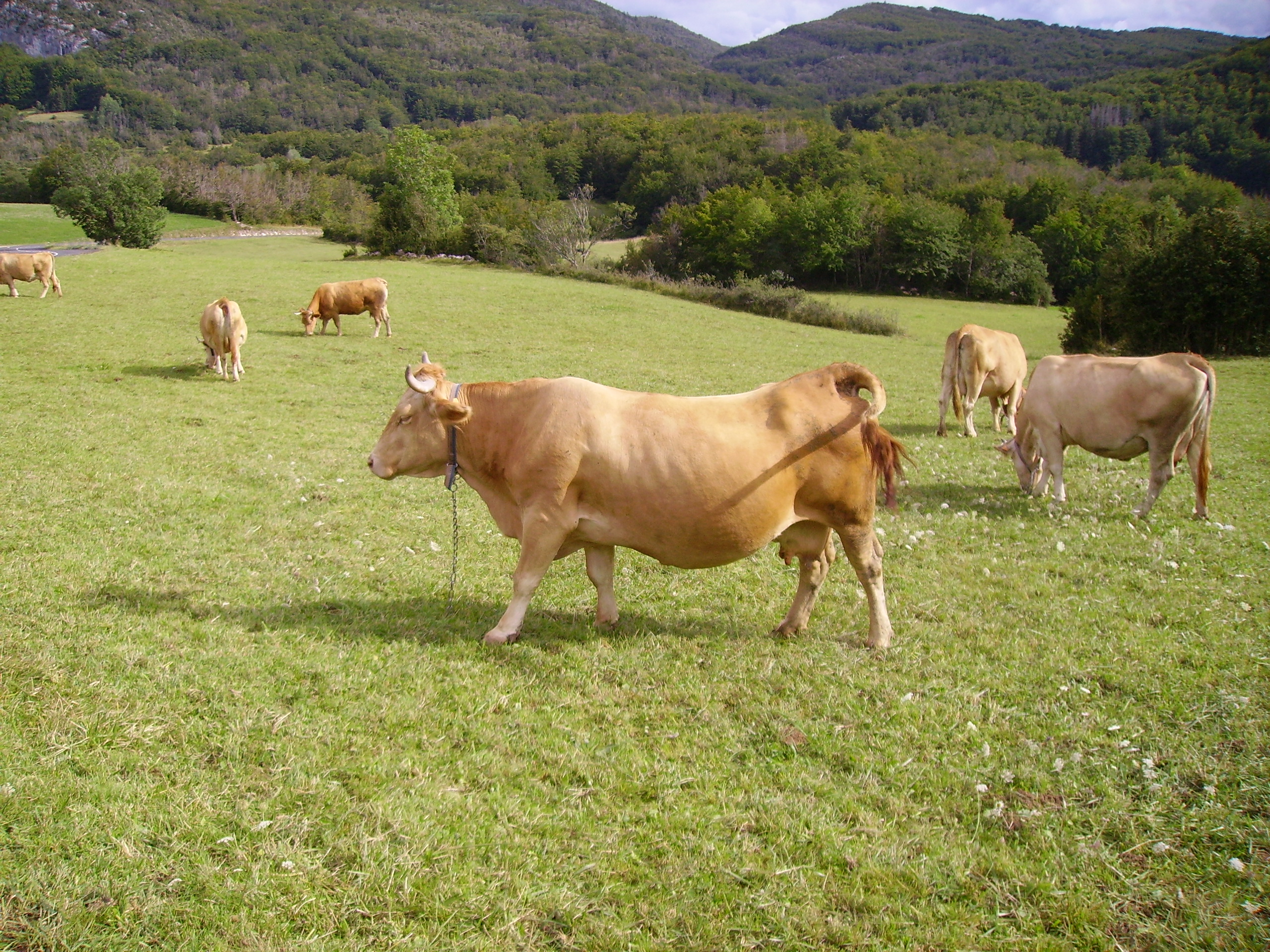
Troupeau de villardes dans un pré du Vercors

La commune de Corrençon et ses voisines sont reconnues pour leur agriculture de qualité. Une race bovine, aujourd'hui spécialisée dans la production laitière porte son nom. Il s'agit de la race (la Villard-de-Lans ou Villarde). Les veaux de lait Villard-de-lans sont réputés pour leur qualité gustative. Au XIXe siècle, l'élevage bovin était déjà bien présent dans le Vercors, plus particulièrement au nord du massif, dans l'ancien canton de Villard-de-Lans.
En ce début de XXIe siècle, un noyau de quelques éleveurs a préservé cette race et sa relance est envisagée à travers la filière de production fromagère bleu du Vercors-Sassenage. L'appellation d'origine de ce fromage est préservée via une AOC et son cahier des charges. Cette race de vache est dorénavant enregistrée dans la liste des races aptes à sa production. Passées les années 1980 où l’effectif tournait autour de la centaine, il a atteint en 2004, près de 800 animaux, dont 202 vaches et 80 taureaux inscrits. 80 % des femelles reproduisent en race pure.

##### Le «cheval du Vercors» ou «Barraquand»

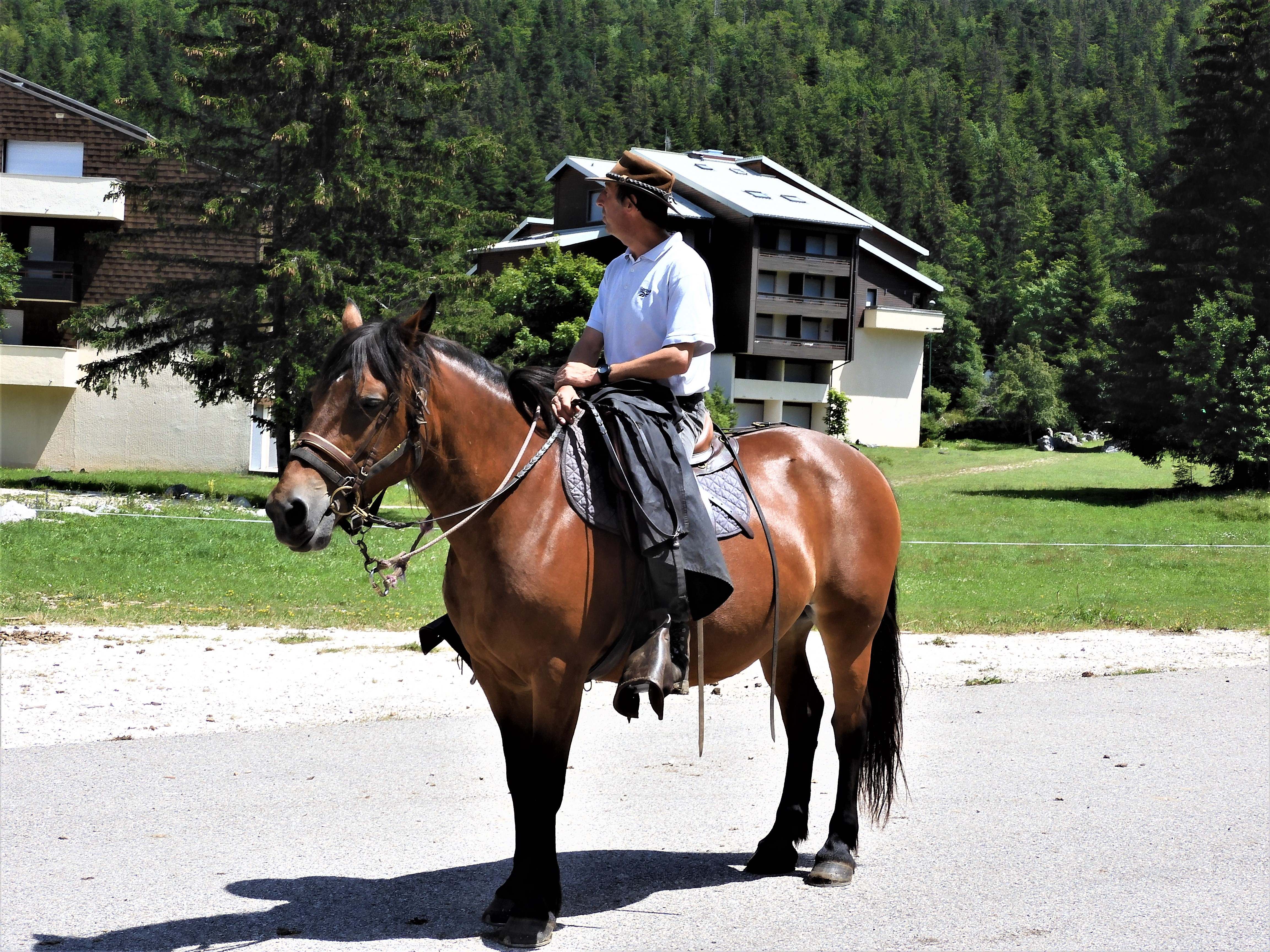
Sylain Piltant sur Utopie aux écuries de Corrençon (juillet 2021)

Issue d'une très ancienne sélection effectuée dans le Vercors, ce cheval rustique de robe baie et de taille assez modeste a été historiquement utilisé pour les travaux agricoles des paysans locaux, puis pour les activités d'équitation. Longtemps considérée comme perdue, cette race est actuellement en cours de reconstitution grâce à une poignée d'éleveurs motivés et soutenus par le Parc naturel régional du Vercors et l'Association pour la Promotion des Agriculteurs du Parc Naturel Régional du Vercors (APAP).
Le nom de « Barraquand » est issu de la famille locale qui développa l'élevage de ce cheval de la fin du XIXe siècle jusqu'aux années 1950 grâce à la pratique de la transhumance. Aussi, les noms « cheval du Vercors » et « Cheval (de) Barraquand » peuvent être employés de façon interchangeable..

##### La «poule grise du Vercors»
Issue d’un croisement au début du XXe siècle entre les poules noires élevées dans les fermes du Vercors et des poules introduites par les immigrés italiens issus de la région de Vénétie et venus dans le Vercors pour exploiter le bois.

##### Le «bleu du Vercors-Sassenage»
Corrençon-en-Vercors, commune du Parc naturel régional du Vercors, appartient à la zone de l'AOC Bleu du Vercors-Sassenage.

#### L'activité pastorale
L'activité pastorale représente environ 12 % de la surface de la communauté de communes notamment dans le secteur le plus montagneux de la commune dont les hauts plateaux du Vercors.

## Culture locale et patrimoine

### Lieux et monuments

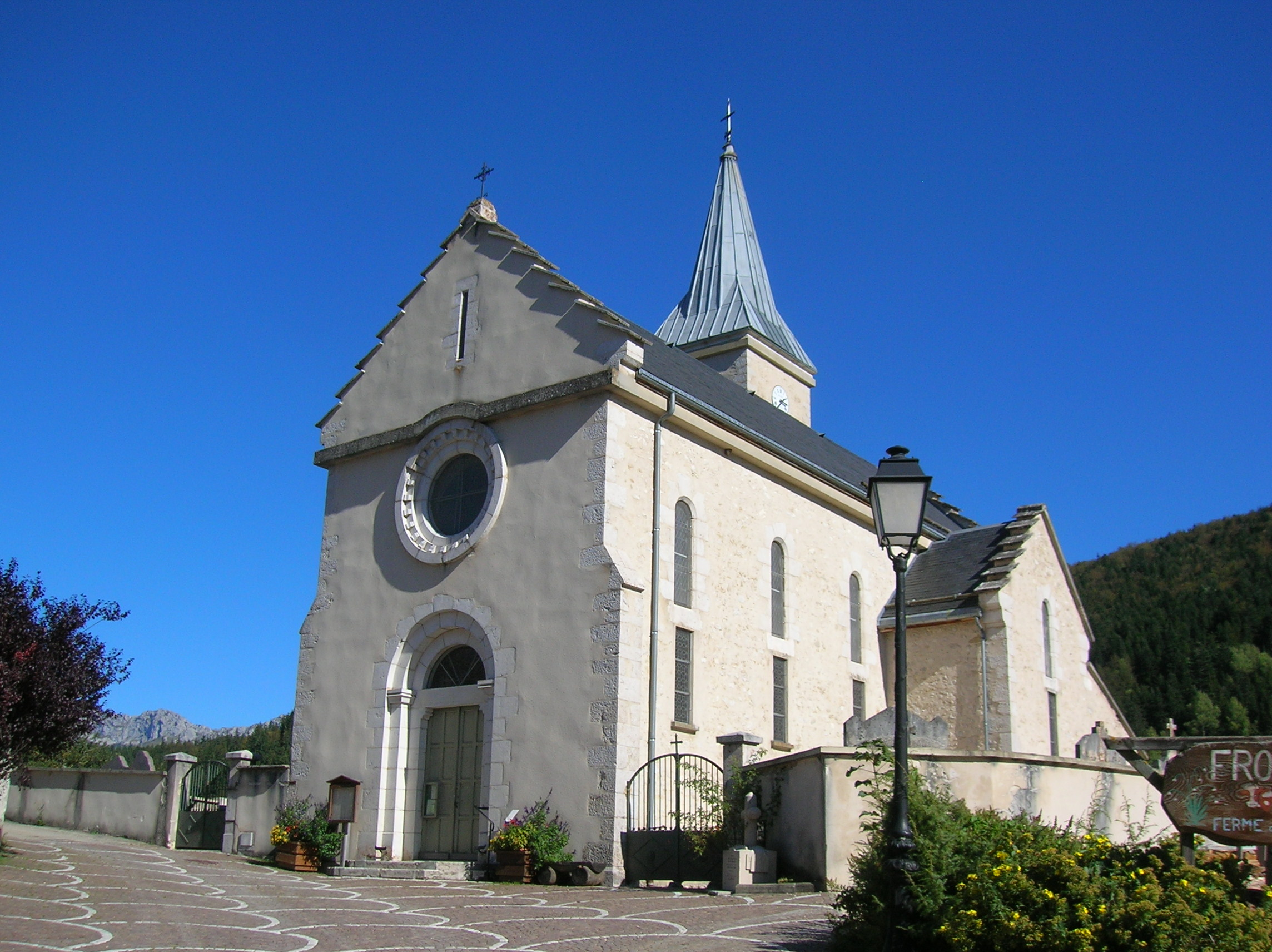
L'église.

#### L'église
L'église Sainte-Croix date du XIXe siècle. Elle a subi de nombreux dommages lors du tremblement de terre de 1962 qui ébranla la région. À côté de l'église, un petit monument évoque le souvenir de l'abbé Vincent qui accueillit et protégea de nombreux résistants durant l'épisode historique du maquis du Vercors.

#### La stèle du45eparallèle
La stèle est située au bord d'un sentier démarrant au sud du parcours golf. Après avoir passé le site du Champ de la Bataille et celui du Puits des Ravières (site du camp 2 du Maquis du Vercors). Le monument, qui marque la ligne invisible mais bien établie par les géographes, est en forme de demi-mappemonde située un peu plus loin du Puits des Ravières

#### Le château fort de Corrençon

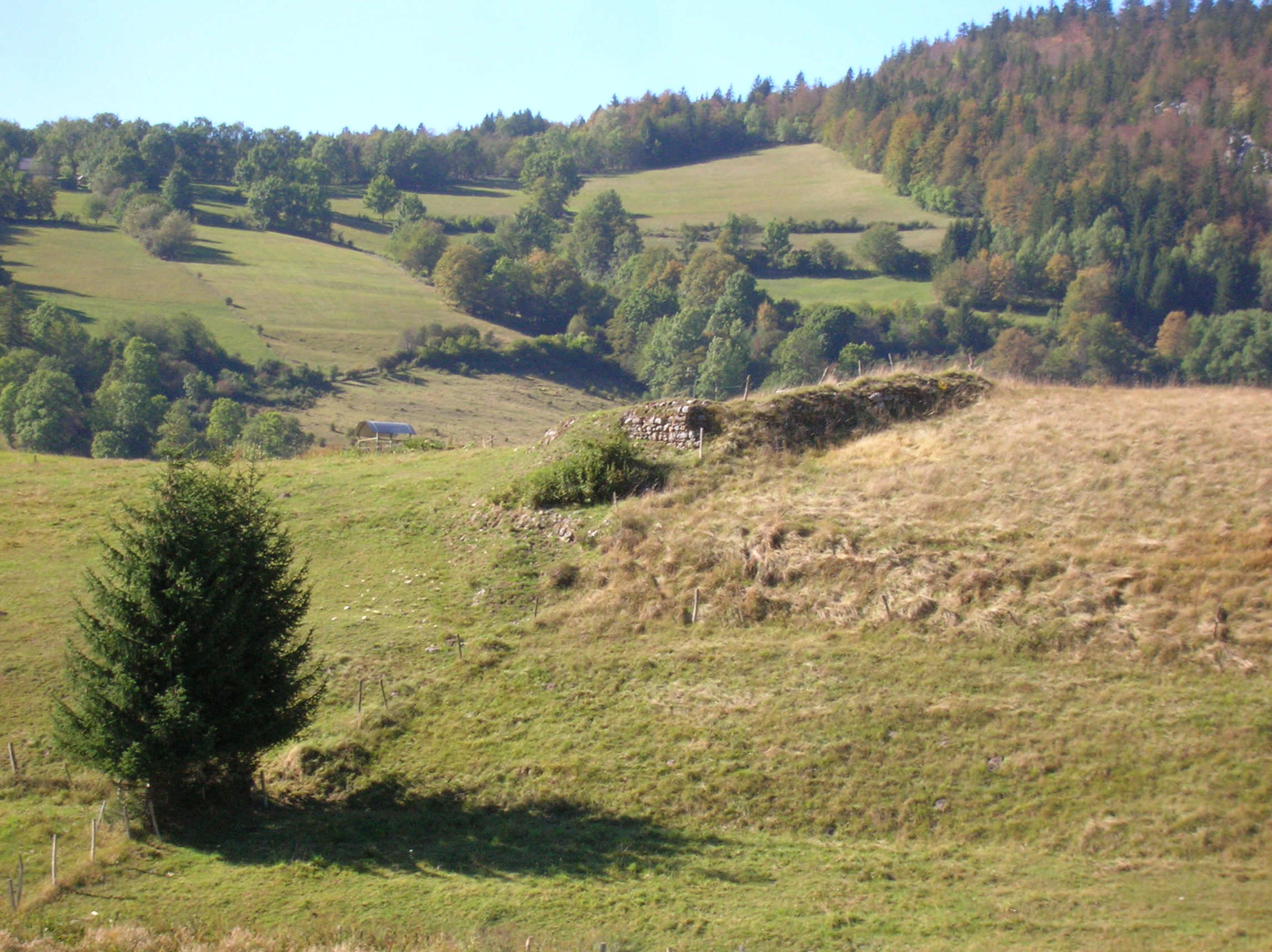
Vestiges du mur de l'ancien château fort.

Les soubassements d'un château fort du Moyen Âge (fin du XIIIe siècle), répertorié sur l'inventaire delphinal de 1339, sont visibles sur la butte en contrebas de laquelle se trouvent l'église et les commerces.

#### Le mur des Sarrasins
Le territoire de la commune de Corrençon-en -Vercors abrite un site quelque peu mystérieux dénommé par la tradition : « Mur des Sarrasins ». C'est un site situé, en haute montagne, au niveau de la crête du Vercors, au Sud du Pas le Balme. Il s'agit, bien évidemment, d'une construction humaine à moitié ruiné et évoquant un long mur en arc de cercle de 18 mètres de long protégeant une bande de terrain assez étroite et délimitée par la falaise. C'est un assemblage de pierres grossières, aujourd’hui en partie effondré, mais qui dépasse encore trois mètres de haut dans sa partie orientale. La tradition locale évoque l'existence de ce mur comme datant de l'époque d'une incursion des Sarrasins en Dauphiné. Il est également possible que ce mur soit les restes d'un ancien poste militaire, peut-être médiéval.
En fait, malgré l'absence de toute étude approfondie sur ce site, tout semble indiquer qu'il s'agit bien d'une ancienne position fortifiée relativement ancienne,.

### Patrimoine culturel, musées et traditions locales

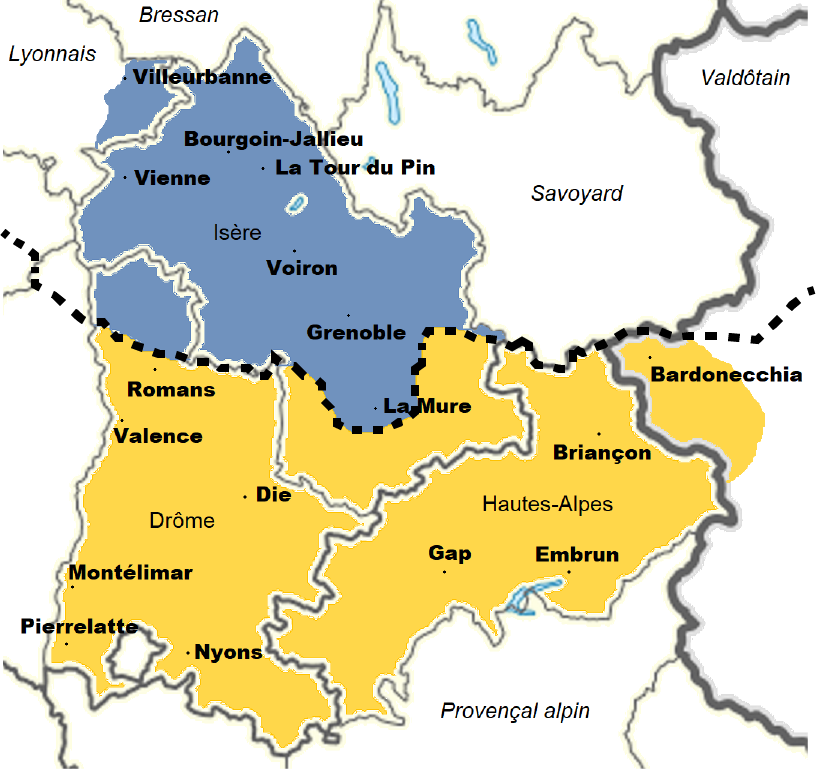
Carte linguistique du Dauphiné : Le dauphinois est un dialecte arpitan parlé dans le nord du Dauphiné. La moitié sud du Dauphiné est quant à elle du domaine linguistique de l'occitan et de son dialecte local, le vivaro-alpin.

#### Le domaine linguistique
Les limites respectives entre les langues que sont l'occitan (vivaro-alpin, vivaroalpin ou provençal-alpin) et le francoprovençal (dauphinois) se situeraient sur le territoire de Villard-de-Lans, sans qu'on puisse formellement le tracer.
Cela permettrait de considérer l'ancien hameau villardien que fut Corrençon jusqu'au XIXe siècle, à l'instar de la partie de ce territoire, comme étant situé dans le secteur patoisan de langues d'Oc. Selon l'encyclopédie régionale Bonneton qui publie en 2015 un ouvrage consacré au Dauphiné et dont un chapitre présente sa langue et ses idiomes, « le territoire de Villard-de-Lans et ses environs se situe dans une zone de transition entre le franço-provençal et l'occitan ou provençal »

### Patrimoine naturel et biodiversité

#### Patrimoine faunistique

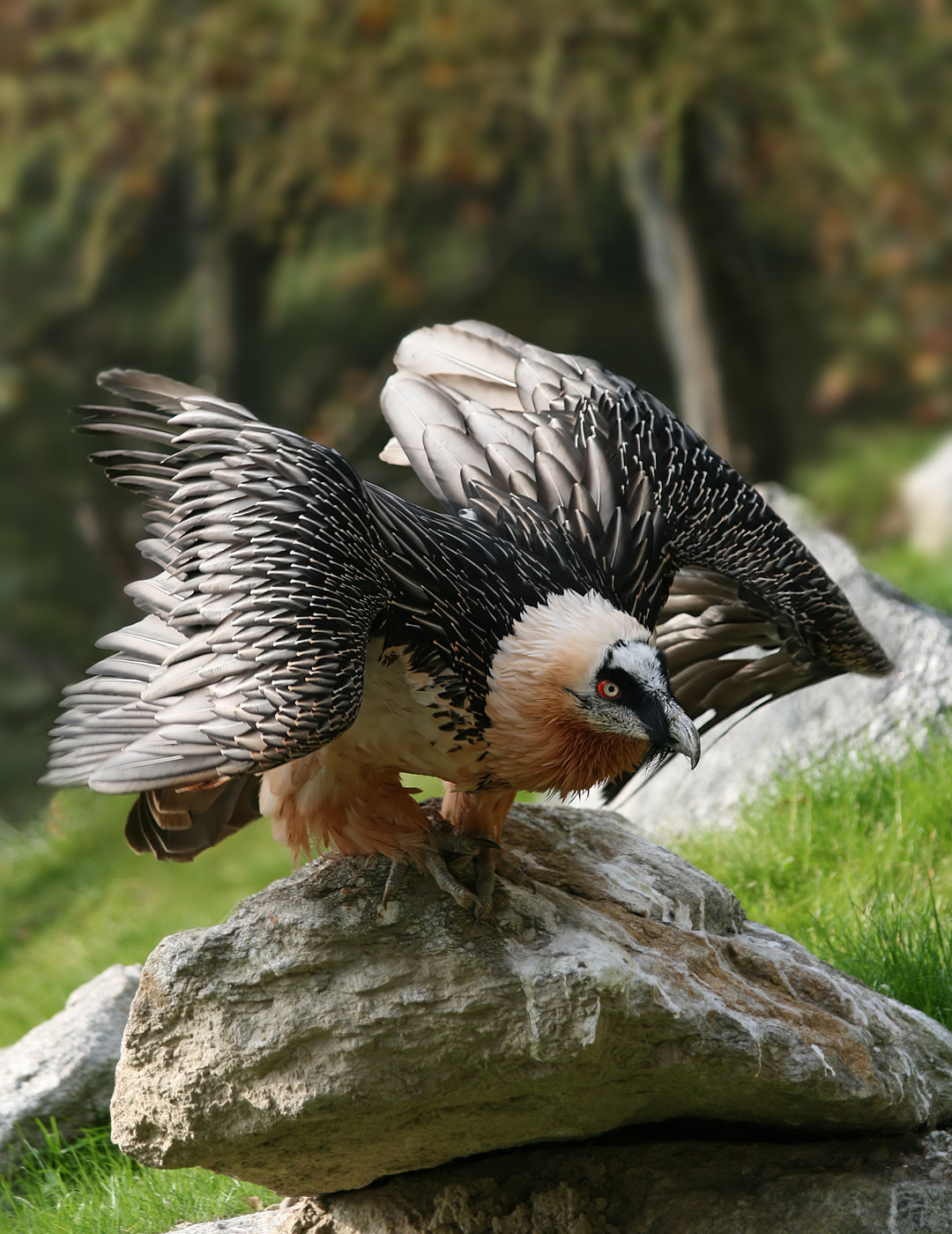
Gypaète barbu

Corrençon-en-Vercors, modeste village de moyenne montagne, situé en plein cœur du massif du Vercors abrite, sur son vaste territoire, une faune variée correspondant à trois des quatre étages de végétation (de 700 m à 2 200 m d'altitude) du massif et ses influences climatiques successives (principalement montagnarde). Il existe, plus spécifiquement sur ce territoire, une faune spécifique des falaises, des grottes et des zones humides.
Un grand nombre d'espèces animales sont présentes sur le domaine forestier et montagnard :
des mammifères tels que le chevreuil, le sanglier, le blaireau, la marmotte des alpes, le lièvre brun, l'écureuil, le renard ainsi que le mouflon, le chamois et le bouquetin en extrême lisère du territoire communal vers les hauts plateaux. Le loup semble avoir fait sa réapparition dans les Alpes françaises, et même dans le massif du Vercors. Des chauves-souris (chiroptères) : du fait de l'existence de nombreuses grottes, de cavités, de cavernes, de scialets et de granges abandonnées. Au niveau des insectes, un collectif a été créé pour promouvoir et surtout lancer un projet conservatoire au sujet de l'abeille noire du Vercors, insecte autrefois très répandu sur le plateau.
Des oiseaux (dont un grand nombre de rapaces), tels que la buse variable, la chouette hulotte, le rouge-queue noir et quelquefois le Gypaète barbu, réintroduit récemment.

#### Patrimoine floral et forestier

Schéma des différents étages de végétation dans les Alpes

L'abbé Ravaud, curé de Villard-de-Lans, a publié entre 1883 et 1894, un ensemble d'ouvrages ou il est présente l'ensemble des « propriétés et des usages des plantes au point de vue de la médecine, de l'industrie et des arts » regroupé en une collection dénommée « Guide du botaniste en Dauphiné.. » publié par l'éditeur grenoblois Xavier Drevet et qui correspond pour chaque tome à des excursions à but botanique effectuées par cet ecclésiastique dans l'ensemble du Dauphiné, notamment au niveau bryologiques et lichénologiques. Le volume IV présente un inventaire détaillé du secteur de Villard-de-lans, les volumes V et VI concerne les autres secteurs du Massif du Vercors, notamment les hauts plateaux dont les sommets de la Grande Moucherolle et du Grand Veymont. L'ensemble de cette œuvre considérable, quasi exhaustive pour l'époque, est consultable à la bibliothèque nationale de France

#### L'espace forestier

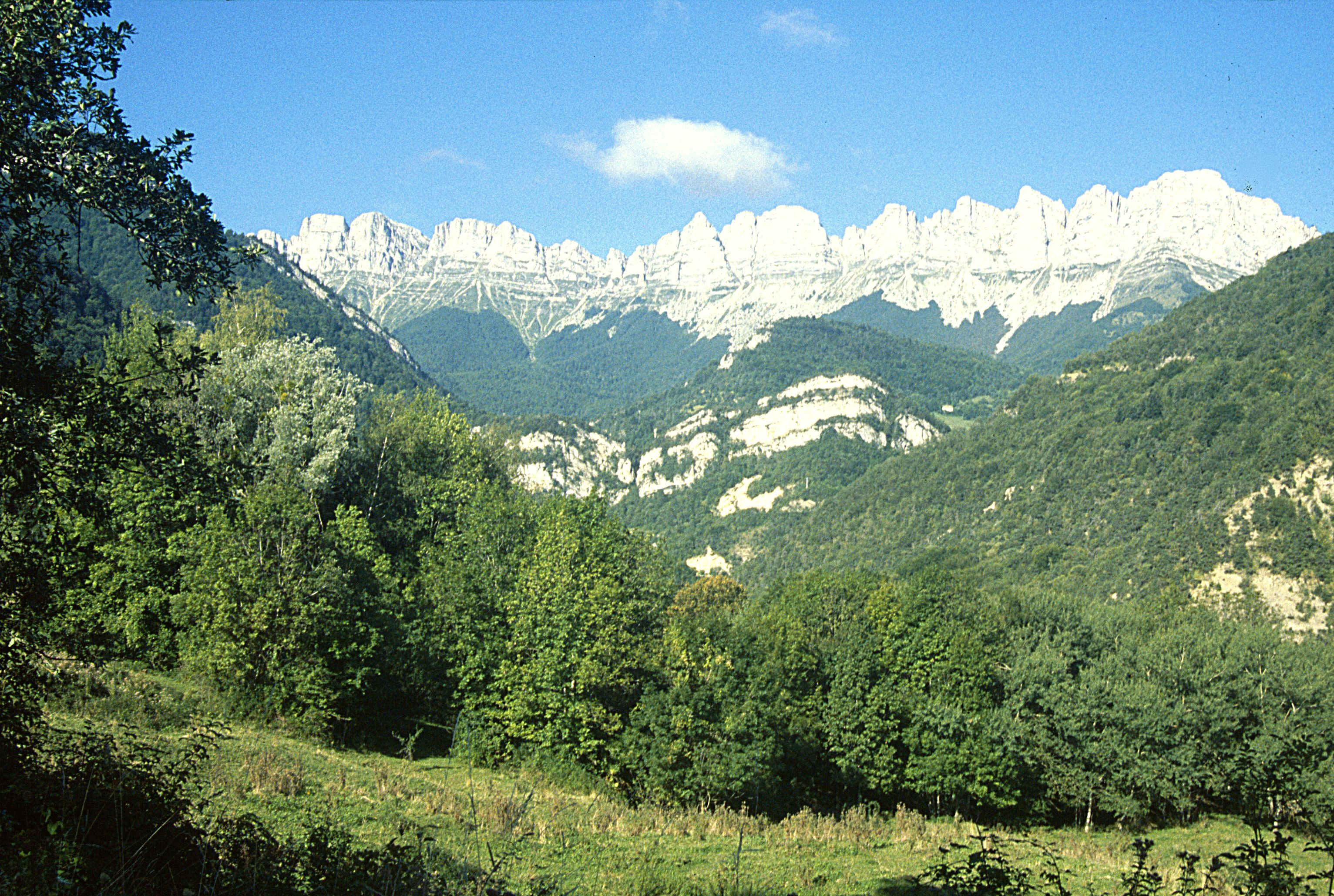
Espace forestier de Corrençon-en-Vercors en 2015.

L'espace forestier de Corrençon-en-Vercors appartient dans son intégralité au domaine de la forêt du massif du Vercors situé dans le département de l'Isère. Cet espace est partagé en nombreux secteurs (forêts ou bois) plus ou moins étendus et dénommés de façon différentes pour des raisons locales et historiques sans que cela soit forcément officiel.

#### Liste des différents espaces forestiers
- Forêt de la Loubière (partagée avec Villard-de-Lans) ;
- Secteur forestier de Bois Gaillard ;
- Secteur forestier des Bois du Peuil ;
- Secteur forestier du Généty ;
- Secteur forestier des Essarteaux ;
- Secteur forestier de Combeauvieux;
- Secteur forestier de Grand-Buisson.

### Patrimoine montagnard

#### La crête du Vercors
La crête rocheuse du Vercors, visible du Val de Lans, de la cuvette grenobloise comme de la vallée du Drac (jusqu'au lac du Monteynard) reste un site très remarquable et correspond aux limites sud-ouest de la commune de Corrençon-en-Vercors.
Tous situés sur le territoire de la commune depuis sa limite avec Villard-de-Lans, les points culminants (sommets) et les points de passage (cols) les plus notables sont (du nord au sud) :
- La Grande Moucherolle, 2 284 mètres ;
- Le pas de la Balme, 1 839 mètres ;
- Rocher de la Balme, 2 063 mètres ;
- Rocher du Pleynet, 1 994 mètres.

#### La réserve naturelle des Hauts plateaux du Vercors

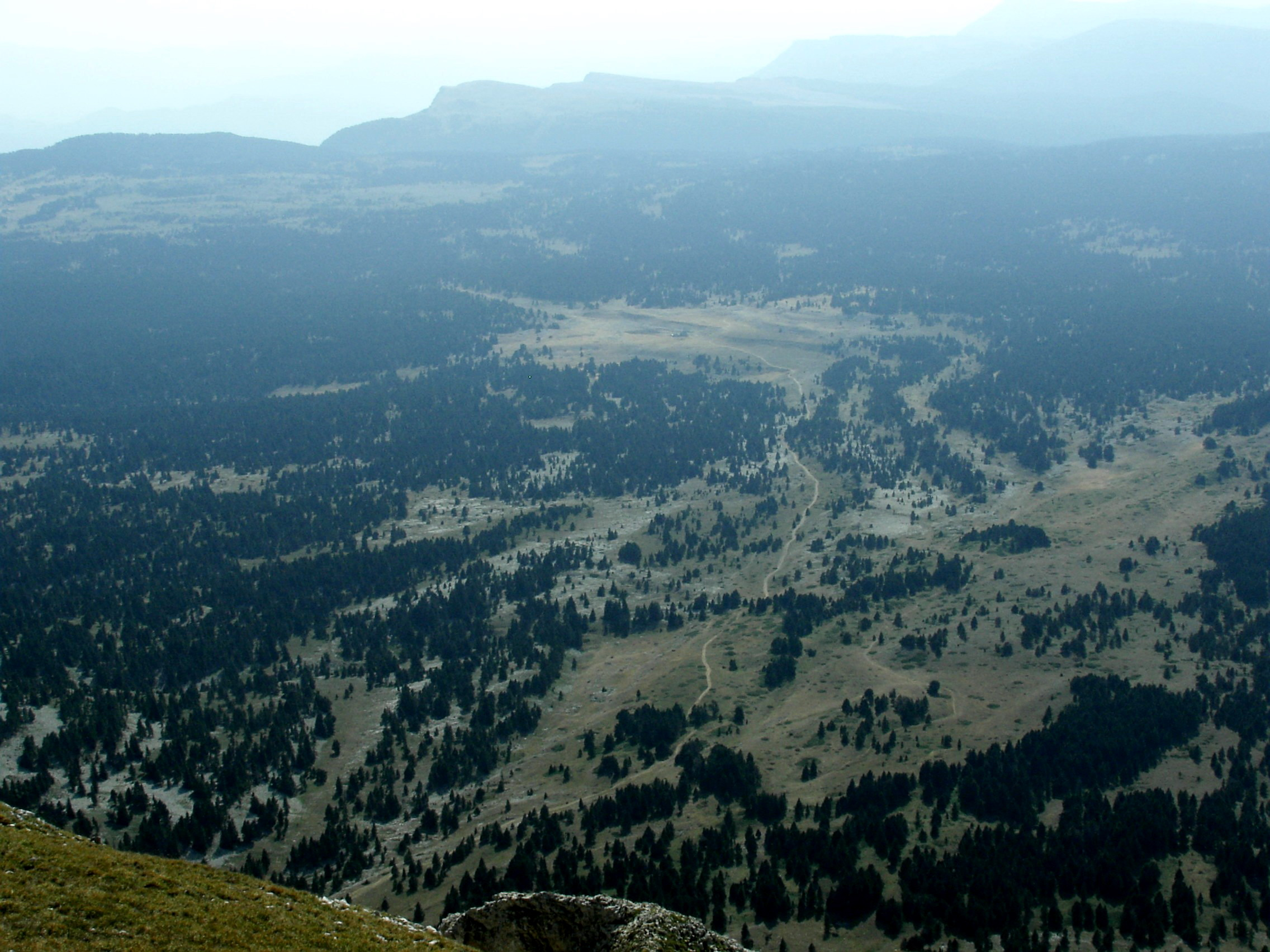
La réserve naturelle des Hauts plateaux du Vercors vu du Grand Veymont.

Créée en 1985 et d'une superficie exceptionnelle de 17 000 hectares, la réserve naturelle nationale des Hauts plateaux du Vercors s’étend sur 10 % du territoire du parc naturel régional du Vercors.
Elle est, en 2013, la plus vaste réserve terrestre de France métropolitaine. Une partie de cette réserve naturelle concerne la partie sud de la commune de Corrençon-en-Vercors.
On peut y découvrir la plupart des grandes espèces alpines comme la marmotte, le tétras-lyre, l'aigle royal, le chamois, le lagopède alpin, le lièvre variable, le loup, la chouette chevêchette ou la chouette de Tengmalm. Certaines espèces ont été réintroduites sur le territoire comme le bouquetin des Alpes, le vautour fauve, le gypaète barbu ou la marmotte. Les promeneurs et randonneurs doivent savoir que les points d'eau restent extrêmement rares.

#### La transhumance

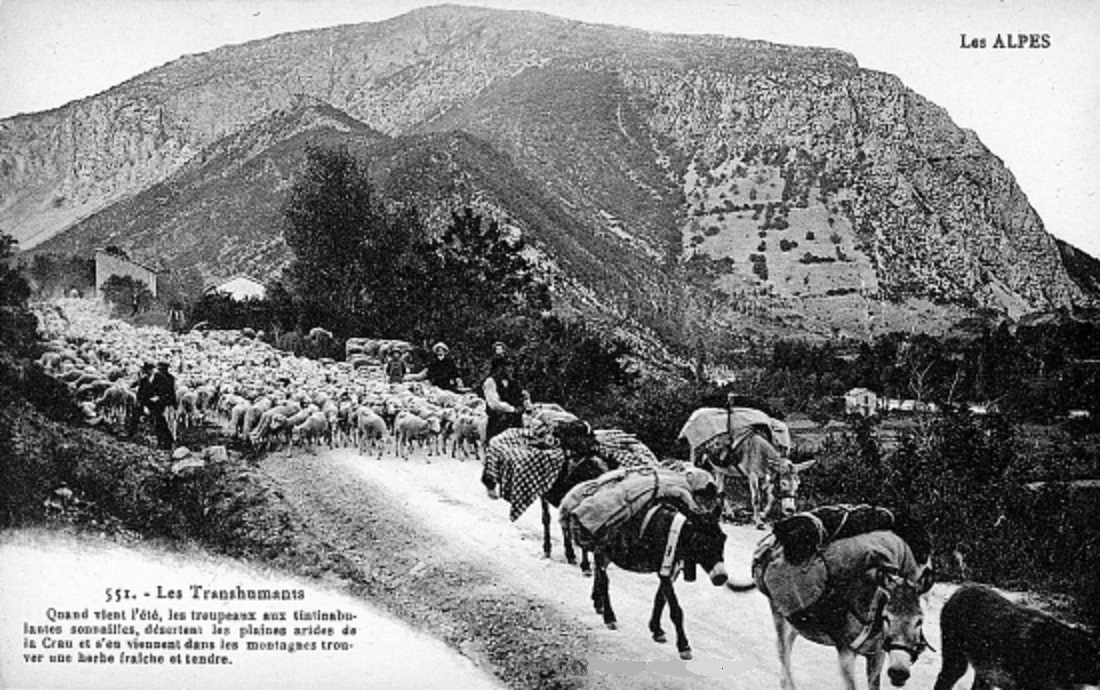
Troupeaux de moutons en transhumance de la Provence vers les Alpes (1900).

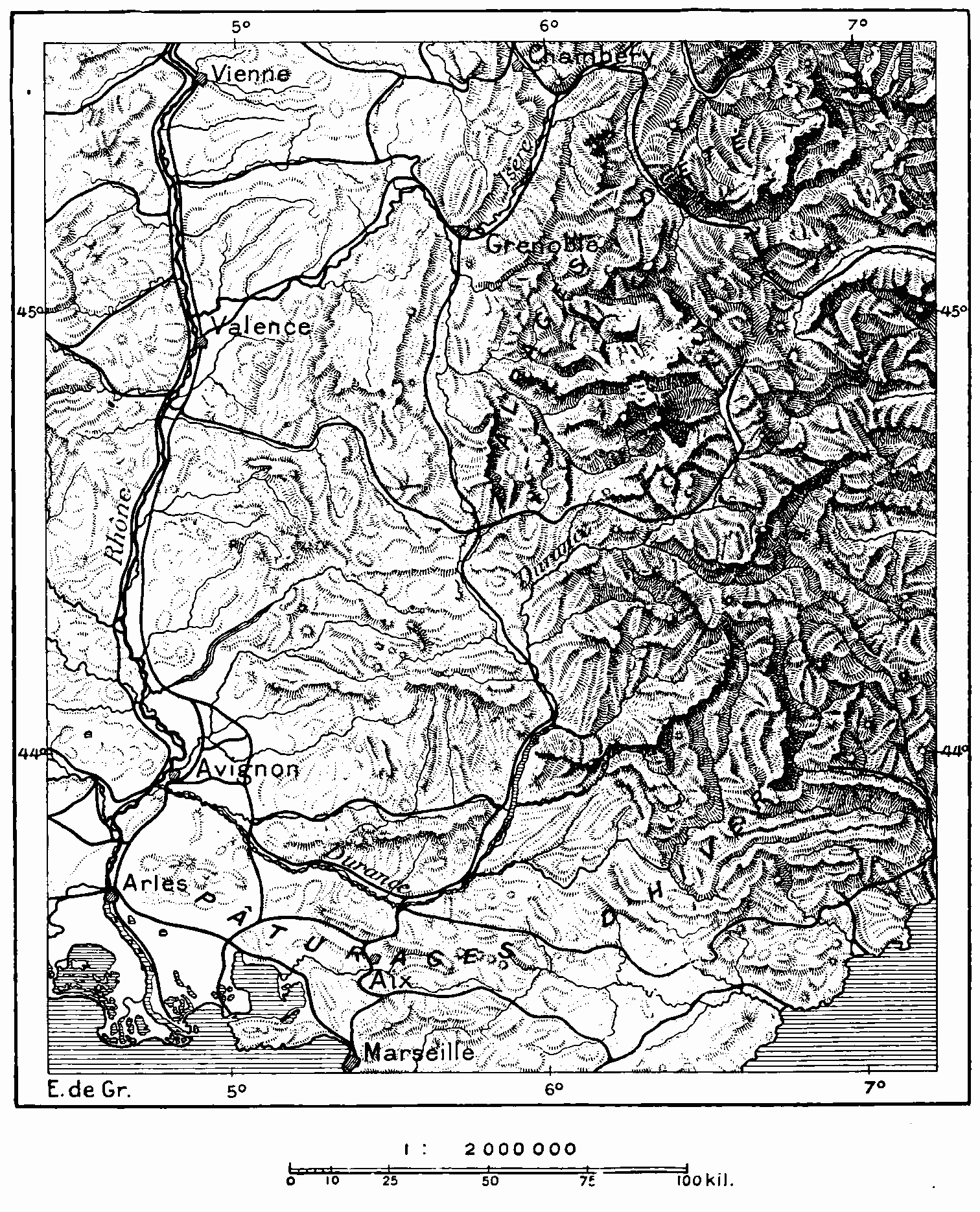
Carte de la transhumance de la Provence au Dauphiné.

##### La transhumance, autrefois
Selon l'almanach du bonhomme Jacquemart de 1911, la transhumance qui consiste à faire déplacer du bétail depuis les vallées jusqu'aux montagnes est présenté comme une tradition régionale fort ancienne. On peut d'ailleurs notamment y lire le texte suivant :
« 
Tous les ans, au printemps, des plaines d'Arles et de Provence, d'où l'aridité des sols et la chaleur les chassent, les moutons montent par troupeaux et viennent occuper jusqu'aux premiers froids toutes les montagnes du Dauphiné  »
Historiquement, les propriétaires de troupeaux devaient négocier, généralement avec les mairies et les édiles locaux, un pâturage à louer pour les périodes qui les intéressaient. Le contrat était généralement signé au printemps ou à la fin de l'été pour les années suivantes.
L'ouvrage de François et Charles Gardelle, dénommé Le Vercors, autrefois évoque cette pratique
Autrefois, il n'était donc pas rare de découvrir dans les rues principales du petit bourg de Corrençon, des passages de troupeaux de plusieurs centaines de moutons dénommés les "menouns". Autour de ces grandioses troupeaux qui, arrivant à pied (et à pattes) ou quelquefois par chemin de fer, sillonnaient la région de Villard-de-Lans, on pouvait découvrir quelques chèvres, voir quelques boucs.

##### La transhumance, aujourd'hui
Petit à petit, au cours du dernier siècle, le phénomène a fortement diminué, mais il encore parfaitement possible de découvrir des troupeaux en transhumance, mais sur des distances plus courtes, notamment sur les hauts plateaux, par delà Corrençon-en-Vercors sur l'ensemble du territoire du canton de Villard-de-Lans.
Les touristes et les randonneurs doivent comprendre que ces troupeaux ne doivent, en aucun cas, être dérangés et qu'ils sont gardés par des chiens spécifiques à cet usage, les patous, animaux qui assurent leurs tâches avec sérieux et dévouement, donc il est absolument recommandé de rester à l'écart de ceux-ci.[non neutre]

### Patrimoine souterrain
Le Vercors est un massif bien connu des amateurs de spéléologie. Il est, d'ailleurs, facile de constater que de nombreux prestataires d'activités touristiques et sportives installés à sur le plateau (Quatre-Montagnes et Vercors dromois) proposent des activités spéléologiques ouvertes à tous, y compris aux enfants et les groupes scolaires.
Il existe cependant une Fédération française de spéléologie (F.F.S), auquel est affilié au moins un club à proximité de la commune de Corrençon et situé à Villard-de-Lans : l'association spéléologique du Vercors (A.S.V) fondée en 2007.

### Personnalités liées à la commune
- Carole Montillet, médaillée d'or en descente aux Jeux olympiques d'hiver de 2002 à Salt Lake City.

### Corrençon-en-Vercors dans les arts

#### Films tournés à Corrençon-en-Vercors
- 1939 : La Piste du Nord, ou La Loi du Nord, est un film français de Jacques Feyder avec Michèle Morgan.
- 2017 : Mon garçon de Christian Carion, tourné à Autrans-Méaudre-en-Vercors et Corrençon-en-Vercors.